# Szlovákia
Szlovákia, hivatalosan Szlovák Köztársaság (szlovákul Slovensko, hivatalosan Slovenská republika) kelet-közép-európai állam a Kárpát-medence északi részén. Nyugatról Csehország és Ausztria, délről Magyarország, keletről Ukrajna, északról pedig Lengyelország határolja. Fővárosa és egyben legnagyobb városa Pozsony (Bratislava). Hosszú ideig a Magyar Királyság része volt, egészen az Osztrák–Magyar Monarchia felbomlásáig. Csehszlovákia békés úton történő felbomlását követően 1993. január 1-jén nyerte el függetlenségét.
Az ország domborzata változatos, kétharmada hegyvidéki terület, ahol a Kárpátok északi ívének jelentős része található, amely túrázóknak és síelőknek egyaránt kedvelt célpont. A déli része síkabb, főként mezőgazdasági terület. A kontinentális mérsékelt éghajlati övezetben fekszik. Szlovákiában több nemzeti park is található, például a Szlovák Paradicsom, amely egyedülálló mészkőszurdokairól és vízeséseiről híres.
Az országban jelentős számú magyar és roma kisebbség él. A lakosság nagy része római katolikus, de vannak protestáns (főként evangélikus) és görögkatolikus közösségek is.
2004 óta az Európai Unió tagja, majd 2009-ben csatlakozott az eurózónához is; továbbá a NATO, az OECD, a WTO, az OSCE, az Európa Tanács, a Visegrádi Együttműködés és az ENSZ tagja, valamint része a schengeni övezetnek.

## Földrajza

### Domborzat

Szlovákia domborzati és vízrajzi térképe

Szlovákia felszíne túlnyomó részt hegyvidéki jellegű, a Kárpátok foglalja el majdnem teljesen az ország északi felét. Az ország legmagasabb vidéke a Tátra hegység csoportja, mely nyugat–keleti irányban, a következő részekből áll: Liptói-havasok vagy Nyugati-Tátra, az igazi magashegység a kristályos felépítésű Magas-Tátra, mely a világ legkisebb területű alpesi hegysége. Legmagasabb pontja: a Gerlachfalvi-csúcs (2654,4 m), valamint a Bélai-havasok. Az Alacsony-Tátra földtani szempontból nem része a Tátra hegységnek.
Az ország déli része inkább síkvidéki, míg nyugaton és keleten széles völgyekkel szabdalt dombság a jellemző.
Három nagy síkság van az országban: az Erdőháti-alföld a Kis-Kárpátoktól nyugatra fekszik, a Duna menti alföld a Kisalföld Dunától északra eső folytatása, a Kelet-szlovákiai-alföld pedig a Bodrogköz északi folytatása.
Szlovákia határainak hossza 1652,2 km, ebből Ukrajnával 97,8 km, Magyarországgal 654,8 km, Lengyelországgal 541,1 km, Ausztriával 106,7 km, Csehországgal 251,8 km a közös.

### Vízrajz
Az ország legnagyobb része a Duna vízgyűjtő területe. Legfontosabb folyói maga a Duna, aztán a Vág és a Garam, a Nyitra, az Ipoly, a Hernád és a Bodrog. A Szepesség vizeit a Poprád-folyó gyűjti össze, a Dunajecbe vezeti, amely a Visztula mellékfolyója. Így e terület vizei végső soron a Balti-tengerbe jutnak.
A legtöbb természetes tó a Magas-Tátrában található (175 db). Ezek egy része a jégkorszak végén a gleccserek elolvadásával keletkezett tengerszem. Ilyenek például: a Csorba-tó, Nagy-Hincó-tó, Poprádi-tó, Zöld-tó.

### Éghajlat
Az ország általában véve mérsékelt kontinentális éghajlatú, amelyet meleg, száraz nyarak és hideg, felhős telek jellemeznek. Az ország magas hegyvidéke azonban befolyásolja az éghajlatát, a Magas-Tátra lényegesen hidegebb, mint az alföldi rész. A csapadék viszonylag állandó egész évben, a hegyvidéki régiókban azonban nagyobb mennyiségű, a Tátrában az évi 2000 mm-t is meghaladja.
| Hónap                         | Jan. | Feb. | Már. | Ápr. | Máj. | Jún. | Júl. | Aug. | Szep. | Okt. | Nov. | Dec. | Év   |
| ----------------------------- | ---- | ---- | ---- | ---- | ---- | ---- | ---- | ---- | ----- | ---- | ---- | ---- | ---- |
| Átlagos max. hőmérséklet (°C) | 2,4  | 5,0  | 10,6 | 16,0 | 21,6 | 24,5 | 26,9 | 26,7 | 21,7  | 15,4 | 7,6  | 3,6  | 15,2 |
| Átlagos min. hőmérséklet (°C) | −3,5 | −2,2 | 1,3  | 4,9  | 9,6  | 12,9 | 14,7 | 14,5 | 10,7  | 5,6  | 1,4  | −1,5 | 5,7  |
| Átl. csapadékmennyiség (mm)   | 42   | 37   | 36   | 38   | 54   | 61   | 52   | 52   | 50    | 37   | 50   | 48   | 557  |
| Havi napsütéses órák száma    | 65   | 82   | 152  | 204  | 263  | 270  | 276  | 270  | 207   | 143  | 60   | 46   | 2038 |
| Forrás: worldweather.org      |      |      |      |      |      |      |      |      |       |      |      |      |      |

| Hónap                         | Jan. | Feb. | Már. | Ápr. | Máj. | Jún. | Júl. | Aug. | Szep. | Okt. | Nov. | Dec. | Év   |
| ----------------------------- | ---- | ---- | ---- | ---- | ---- | ---- | ---- | ---- | ----- | ---- | ---- | ---- | ---- |
| Átlagos max. hőmérséklet (°C) | 0,9  | 3,7  | 8,7  | 14,0 | 19,6 | 22,2 | 24,0 | 24,2 | 19,2  | 14,0 | 6,4  | 1,9  | 13,3 |
| Átlagos min. hőmérséklet (°C) | −5,8 | −4,6 | −1,3 | 2,5  | 7,3  | 10,1 | 11,5 | 11,2 | 8,0   | 3,9  | −0,1 | −3,7 | 3,3  |
| Átl. csapadékmennyiség (mm)   | 45   | 34   | 40   | 51   | 79   | 96   | 93   | 83   | 71    | 49   | 54   | 54   | 749  |
| Forrás: Világmeteorológia     |      |      |      |      |      |      |      |      |       |      |      |      |      |

| Hónap                                                                                                   | Jan. | Feb. | Már. | Ápr. | Máj. | Jún. | Júl. | Aug. | Szep. | Okt. | Nov. | Dec. | Év   |
| --- | ---- | ---- | ---- | ---- | ---- | ---- | ---- | ---- | ----- | ---- | ---- | ---- | ---- |
| Átlagos max. hőmérséklet (°C)                                                                           | 0,5  | 3,2  | 9,3  | 15,0 | 20,3 | 23,2 | 25,1 | 25,1 | 20,3  | 14,3 | 6,2  | 1,4  | 13,7 |
| Átlagos min. hőmérséklet (°C)                                                                           | −5,6 | −3,9 | −0,4 | 4,2  | 8,9  | 11,8 | 13,4 | 13,1 | 9,2   | 4,5  | −0,2 | −3,9 | 4,3  |
| Átl. csapadékmennyiség (mm)                                                                             | 25   | 24   | 26   | 49   | 70   | 86   | 83   | 70   | 53    | 47   | 42   | 33   | 608  |
| Havi napsütéses órák száma                                                                              | 67   | 86   | 166  | 204  | 266  | 259  | 282  | 258  | 216   | 153  | 68   | 47   | 2072 |
| Forrás: World Meteorological Organisation, Danish Meteorological Institute (humidity and sun 1931–1960) |      |      |      |      |      |      |      |      |       |      |      |      |      |

### Élővilág

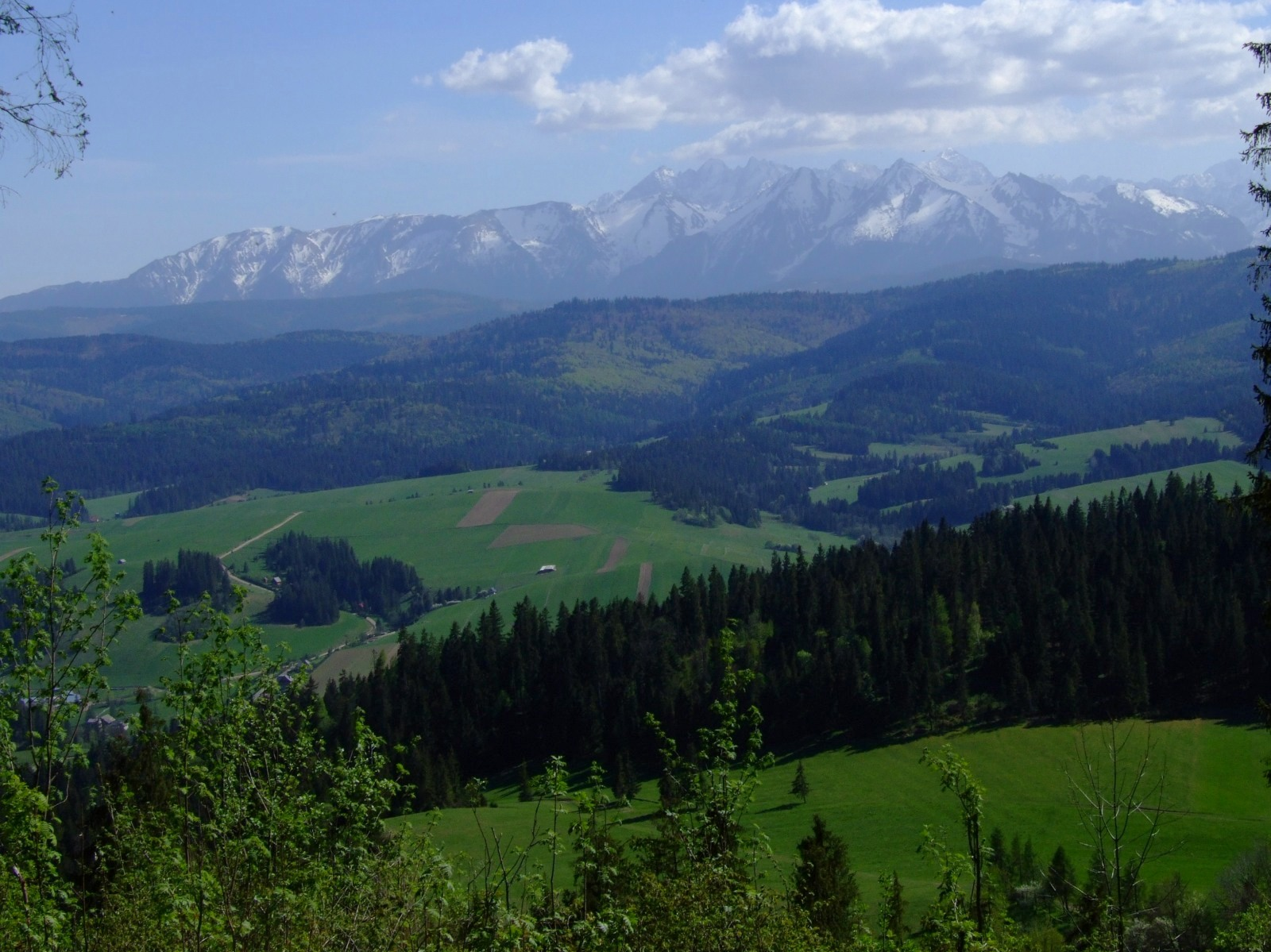
A Magas-Tátra

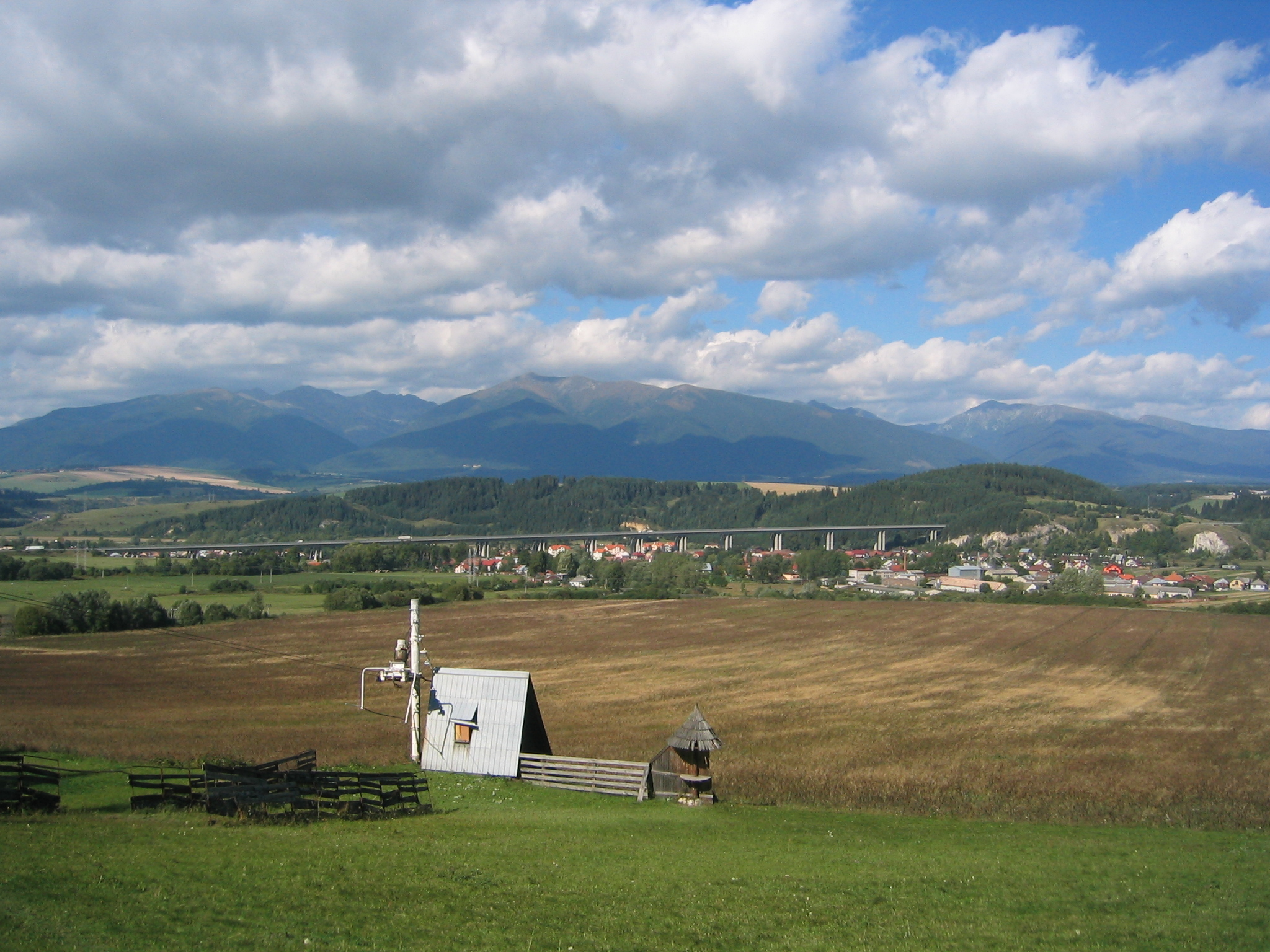
Szentiván

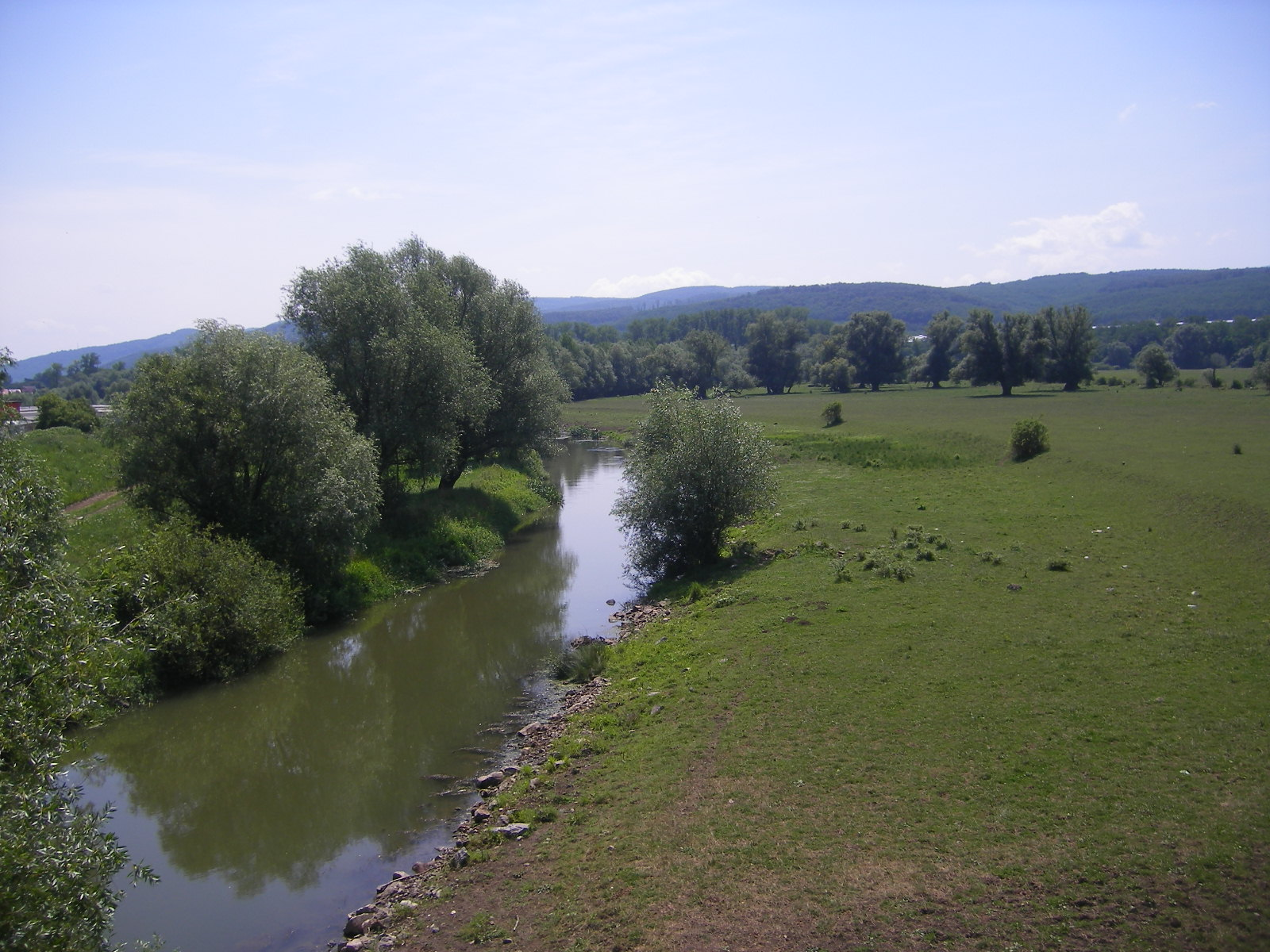
Az Ipoly Ipolyságnál

A hegyvidéki területeken előforduló barnamedve becslések szerinti egyedszáma 500-800. A csekély számban előforduló, azonban súlyos sérüléseket okozó medvetámadások óvatosságra intik a hegyvidéken túrázókat. A Tátrában ritkán előfordul a hiúz is. Szirti sasok a Pieninekben fordulnak elő. A Szlovák Paradicsom Nemzeti Parkban szaporodik a zerge, a siketfajd, a nyírfajd és a Tátrában őshonos mormota. A sziklás területek lakója a szirti uhu.
A lejjebb lévő dombvidékek és a síkságokon fordulnak elő a gímszarvas és az őz. A jegenyefenyők övezetében élnek a süvöltők. A Zsitva folyó mellett elterülő Kistapolcsány fölött él az európai bölény a nekik szánt rezervátumban.
A Duna menti alföldön (főleg Csallóközben és a Vág mentén) előfordulnak a túzokok, de egyedszáma kicsi és védett. Az országban évente körülbelül 1200 pár fehér gólya fészkel. Déli területeinek lomblevelű erdeiben előforduló európai dámvad egyedszáma 5000 körüli.
Egy 2000-ben végzett felmérés szerint az ország 1768 vadászterületén megközelítőleg 194 000 nyúl, 105 000 fácán, 75 000 őz, 33 000 szarvas, 24 000 vaddisznó és 7000 muflon él.
A Kárpát-medencében őshonos, a középkorban elsősorban a hegyvidéki területeken még gyakori előfordulású farkas a 18. század végére szinte teljesen kipusztult a Felvidéken. Számottevő mennyiségben csak a 20. század kezdetén jelent meg újra és növekvő egyedszáma a 21. század kezdetén már 1000 körül volt.

### Növényzet
Természetes növényzetét elsősorban fenyvesek (lucfenyő, erdeifenyő, jegenyefenyő) és lombhullató erdők alkotják. Terjedelmesek a legelők és kaszálók is.

### Természetvédelem
Szlovákia területének 36%-át fedi erdő.

#### Nemzeti parkok
9 nemzeti parkot és 14 természetvédelmi területet szerveztek. Lásd még: Szlovákiai nemzeti parkok listája

#### Természeti világörökség
Az UNESCO Szlovákia két táját vette fel a természeti világörökségek listájára:
- Az Aggteleki-karszt és a Szlovák-karszt barlangjai (Magyarországgal közös). Ebből Szlovákia területére esik
  - Baradla–Domica-barlangrendszer;
  - Vaddisznó-zsomboly;
  - Somodi-barlang;
  - Gombaszögi-barlang – Szilicei-jégbarlang rendszere;
  - Körtvélyesi-barlang;
  - Jászói-barlang;
  - Krasznahorkai-barlang;
  - Martonházi-aragonitbarlang;
  - Óriás-zsomboly;
  - Köves-patak-barlang – Kunia-zsomboly rendszere;
  - Hólyuk-barlang;
  - Csengő-zsomboly;
  - Dobsinai-jégbarlang.
  - Szilicei-jégbarlang
- A Kárpátok ősbükkösei (Ukrajnával közös). Szlovákiában a Polonina Nemzeti Park egy része tartozik a világörökség területébe.

## Történelem

### Határváltozások

A párizsi békeszerződésben érintett területek
1. Pozsonyi hídfő, 1947-től Csehszlovákia
2. Jablonka és környéke 1924−39 között és 1945 óta Lengyelország
3. Nedec és környéke, 1924–39 között és 1945 óta Lengyelország
4. Csap, 1945 után Szovjetunió, majd Ukrajna
5. Lakárd, 1945-től Csehszlovákia

A Tiso-féle első önálló szlovák állam (1938–1944) területe a mai Szlovákián belül

Az 1918-ban megszületett csehszlovák állam határait az első világháborút lezáró Párizs környéki békeszerződésekben rögzítették. Az új állam több tartományból állt, melyek közül kettőt, Szlovákiát (Slovensko) és a Kárpátaljai Ruszt (Podkarpatská Rus) az egykori Magyarország területéből szakítottak ki, ennek megfelelően déli határuk Magyarországnak a trianoni békében meghatározott északi határvonala lett. A két tartomány Lengyelország felé eső, északi határa viszont nagyjából Magyarország korábbi északi határával esett egybe, attól csak az egykori Árva és Szepes megyék területén tért el kissé, ezek egy részét Lengyelországnak juttatva. Szlovákia nyugati határa Ausztria felé, illetve északnyugati határa a Csehszlovákiához tartozó Morvaország és (cseh) Szilézia felé teljesen megegyezett az egykori magyar határral. Szlovákia keleti határát Podkarpatská Rus felé az Alföld peremvidékén a nyelvi-etnikai határvonal körül, a hegyvidéken azonban attól keletebbre húzták meg, így Ung vármegye területét felosztották, Zemplén viszont egészen Szlovákiához került.
A béketárgyaláson a nagykövetek tanácsa által megállapított csehszlovák–lengyel határral mindkét ország elégedetlen volt, ezért 1923–24-ben a két állam közötti tárgyalások alapján néhány falu átcsatolásával módosították azt. 1924-ben Somoskőújfalu visszakerült Magyarországhoz.
1938 októberében Csehszlovákia nemzetközi döntőbírósági döntések alapján jelentős területeket vesztett Németországgal, Magyarországgal és Lengyelországgal szemben. Szlovákia (és Kárpátukrajna) területéből a déli magyarlakta sávot lényegében az etnikai határnak megfelelően Magyarországhoz csatolták (elsőként Ipolyság került vissza), a Duna jobb partján Pozsonnyal szemben fekvő Pozsonyligetfalu, illetve a Pozsony melletti Duna-balparti Dévény Németországhoz került, Lengyelország pedig visszakapta azt a területet, amit 23–24-ben adott át, azonban az akkor ezért kapott csereterületet megtartotta. Az első bécsi döntéssel Magyarországhoz került területen előbb katonai közigazgatást vezettek be, a lakosság elégedetlenségének ellenére.

Csehszlovák−lengyel határváltozások 1919–1945
1. Sziklaszoros, Cserne és Fenyvesszoros, 1938–39 Lengyelország
2. Alsólipnica, 1918–24 Csehszlovákia, majd csere a 4. területre
3. Jablonka és 10 másik község (Északkelet-Árva), 1918–39 és 1945-től Lengyelország
4. Hladovka és Szuchahora 1918-24 Lengyelország, majd csere a 2. területre
5. Tengerszem-csúcs, 1902-ben Magyarországtól Ausztriához, 1918-tól Lengyelország
6. Javorina, 1918–19 és 1938–39-ben Lengyelország
7. Nedec és 12 másik község (Északnyugat-Szepes) 1918–39 és 1945-től Lengyelország
8. Erdős 1918–19 és 1938–39 Lengyelország

1939 márciusában került sor Csehszlovákia teljes felszámolására és az első szlovák állam megalakulására. Ez azonban önálló államnak nem mondható, mert katonai, gazdasági és politikai értelemben egyaránt Németországtól függő bábállam volt. Ekkor Kárpátukrajnát Magyarország szállta meg, helyreállítva az ezeréves közigazgatási rendszert, majd a magyar csapatok keletről behatoltak Szlovákia ruszinok lakta északkeleti területére is, és egy sávot a magyar uralom alatt Kárpátalja néven visszaszervezett területhez csatoltak.
1939 szeptemberében, Lengyelországnak a második világháború kitörését jelentő német lerohanása után ismét fordult a kocka, a lengyel–szlovák területi viták Szlovákia javára dőltek el: az ország északon az egész 1920 előtti magyar területet megszerezte Árva és Szepes vármegyék vidékén.
A második világháború végén, 1945-ben a moszkvai szerződésben Kárpátalját átadták a Szovjetuniónak, azon belül az Ukrán SZSZK-nak. A csehszlovák–szovjet határ az északi, hegyvidéki szakaszán megegyezett a Csehszlovákián belüli szlovák–kárpátukrán határral, Ungvártól délre, az alföldi részen azonban lényegében egy egyenes vonalat húztak a térképen a Tiszáig. Ennek következtében egy kis terület Kárpátukrajnától Szlovákiához került (5), egy valamivel nagyobb rész viszont Szlovákiától Ukrajnához (4).
A második világháborút lezáró párizsi békeszerződés alapján Kárpátaljától eltekintve helyreállt Csehszlovákia 1938 előtti területe, de a pozsonyi hídfő három községét (Dunacsún, Horvátjárfalu, Oroszvár, 1) csatolták Magyarországtól Szlovákiához. Szlovákia északi határa az 1923–24-es csehszlovák–lengyel egyezménnyel megállapított vonalra került ismét (2, 3).

## Politika és közigazgatás

### Alkotmány, államforma
Szlovákia alkotmánya értelmében szuverén és demokratikus jogállam, amely egyetlen ideológián vagy valláson sem alapul. Államformáját tekintve parlamentáris köztársaság. Politikai rendszere az alkotmány értelmében működik. Az alkotmányt 1992. szeptember 1-jén ratifikálták (szeptember 1-je az alkotmány napja), életbe 1992. október 1-jén (néhány rész pedig 1993. január 1-jén) lépett. Felépítését tekintve preambulumból és kilenc fejezetbe sorolt 156 cikkelyből áll. Módosításához vagy kibővítéséhez a parlamentben háromötödös többség szükséges, ez eddig nyolcszor történt meg.

### Törvényhozás, végrehajtás, igazságszolgáltatás

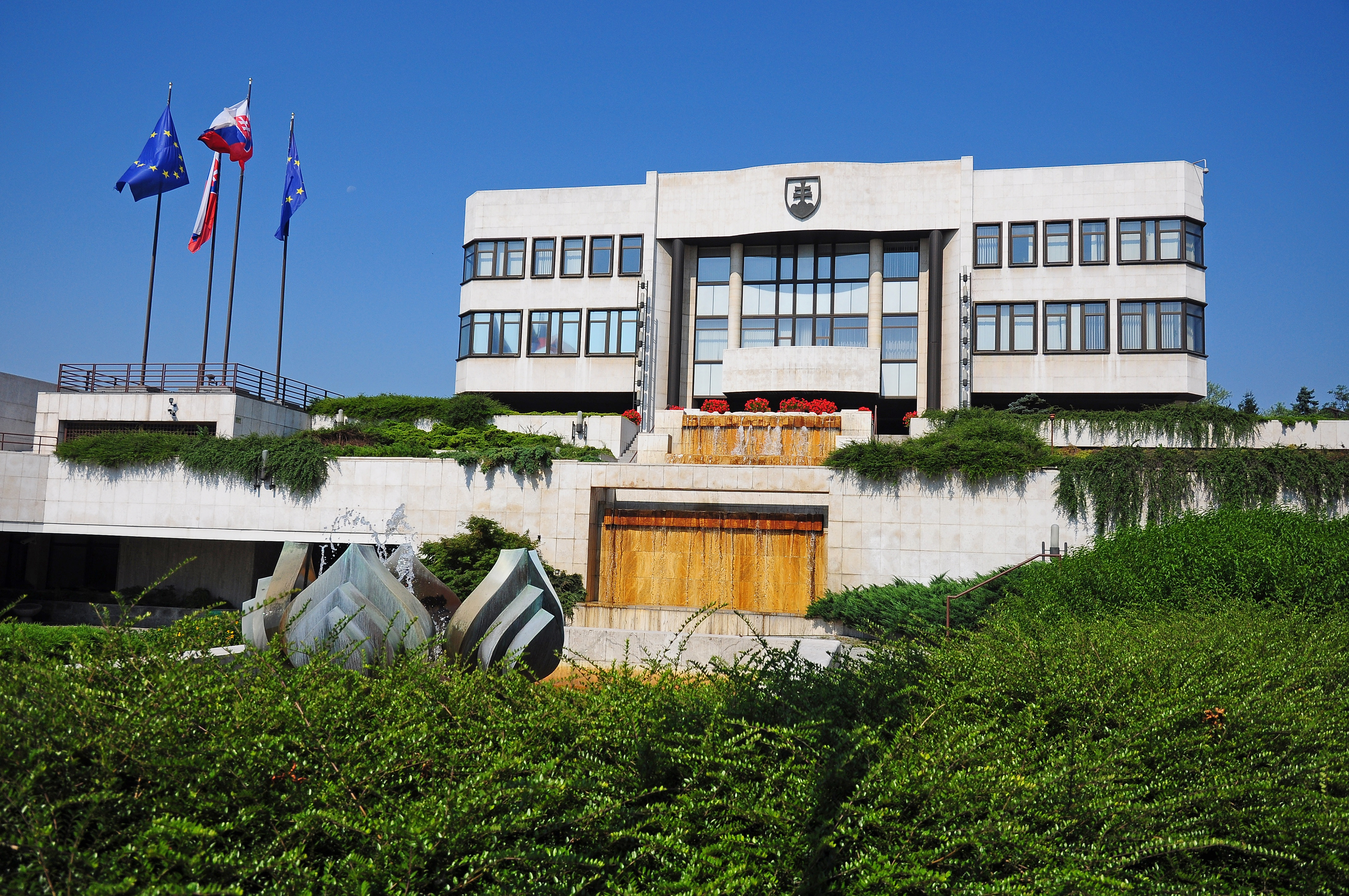
A Szlovák Köztársaság Nemzeti Tanácsának pozsonyi épülete

Az alkotmányban foglaltak alapján az ország egyetlen alkotmányozó és törvényhozó szerve Nemzeti Tanács. Százötven tagját a szlovák állampolgárok négy évre választják arányos, közvetlen, titkos szavazáson. Jogköréből adódóan alkotmányozhat, alkotmányt módosíthat, törvényeket hozhat, felügyeli azok betartatását, szavaz az éves költségvetésről, nemzetközi szerződéseket fogadhat el, ellenőrzi a kormány munkáját, háborút indíthat és békét köthet. A Nemzeti Tanács bizalmatlansági indítványt fogadhat el a kormánnyal szemben, amely esetben a kormány megbízatását a köztársasági elnök visszavonja. Az utolsó parlamenti választásokat 2020. február 29-én tartották. A parlamenti képviselők büntetőjogi mentelmi jogát 2012 szeptemberében megszüntették.
A végrehajtó hatalom legfőbb szerve a kormány, melynek tagjai a miniszterelnök, helyettese és a miniszterek. A miniszterelnököt az elnök nevezi ki. A kormányfő javaslatára az elnök nevezi ki és hívja vissza a kormány többi tagját is. Az egész kormány tetteiért a Nemzeti Tanácsnak felel. Ha a Tanács megvonja bizalmát a kormánytól, az elnöknek kötelessége visszavonni a kormány megbízatását. Az alkotmányban foglaltak értelmében a kormány feladata a törvények végrehajtása, új törvények és a költségvetés javaslása, emellett dönt az országot érintő bel- és külpolitikai kérdésekben.
A Szlovák köztársaság jelenlegi miniszterelnöke Robert Fico (lásd: Negyedik Fico-kormány)
Az igazságszolgáltatás élén a Legfelsőbb Bíróság áll, amely a fővárosban székel. Alatta vannak a kerületi bíróságok (8), ezek alatt pedig az elsőfokú, járási bíróságok. Az alkotmány tiszteletben tartására az Alkotmánybíróság ügyel, amelynek székhelye Kassán található. Az Alkotmánybíróság tagjait a parlament választja (26 jelöltet), akik közül a köztársasági elnök választja ki a 13 alkotmánybírót és nevezi ki közülük a bíróság elnökét és alelnökét. 2003 novembere óta része a szlovákiai igazságszolgáltatásnak a Speciális Bíróság, amelynek székhelye Bazinban van. Ez a bíróság a különösen nagy érték ellen elkövetett és nagy veszélyességű bűncselekmények ügyében dönt és területenkívüliséget élvez, ami itt azt jelenti, hogy döntései egyben az első- és másodfokú bíróságok döntéseivel egyenértékűek – fellebbezés esetén a Legfelsőbb Bíróság döntése az irányadó.

### Jogállamiság
A 2020-as évek elején a szlovák parlamentáris rendszer hatékony hatalmi fékeket és ellensúlyokat mutatott. A COVID-világjárvány, az energiaválság és Oroszország ukrajnai inváziója azonban a hatalom koncentrációjához vezetett a kormánynál, csökkentve a parlament szerepét. Az OĽaNO vezette koalíciós kormány számos törvényt fogadott el gyorsított eljárásban, ami ellentmond az alkotmánynak. A 2020-as választások óta több mint száz törvényt fogadtak el gyorsított eljárásban, amelyeknek csak a fele kapcsolódott a világjárványhoz. A gyorsított eljárásokkal való visszaélés aggályokat vet fel a hatalmi ágak szétválasztásával kapcsolatban, mivel csökkenti a parlament szerepét a jogszabályok ellenőrzésében.
A hivatali visszaélés és a korrupció továbbra is a legkritikusabb pont a hosszú távú társadalmi-politikai kihívásokban, amelyek aláássák a demokrácia stabilitását és minőségét az országban. A múltban a vádak többségét nem vizsgálták ki megfelelően, ami széles körű frusztrációhoz és bizalmatlansághoz vezetett a polgárok körében, akik már amúgy is dühösek voltak a Smer-SD kormány alatti korrupció szintjére.
Szlovákia demokrácia-indexei, összehasonlítva szomszédos országokkal, rendezhető táblázatbanː

| Ország / Adat (év és forrás) | Korrupcióérzékelési index (2024)    | Sajtószabadság (2025)               | Demokrácia index (2024) (EIU )      | Demokrácia értékelése (2024) (V-Dem )                                                                               |
| ---------------------------- | ----------------------------------- | ----------------------------------- | ----------------------------------- | --- |
| Ausztria                     | 67                                  | 78,1                                | 8,28                                | Képviseleti demokrácia                                                                                              |
| Csehország                   | 56                                  | 83,9                                | 8,08                                | Liberális demokrácia                                                                                                |
| Lengyelország                | 53                                  | 74,8                                | 7,4                                 | Képviseleti demokrácia                                                                                              |
| Magyarország                 | 41                                  | 62,8                                | 6,5                                 | Választási autokrácia                                                                                               |
| Szlovákia                    | 49                                  | 72,8                                | 7,21                                | Képviseleti demokrácia                                                                                              |
| megjegyzés                   | a legalacsonyabb szám a legrosszabb | a legalacsonyabb szám a legrosszabb | a legalacsonyabb szám a legrosszabb | Az EU-ban egyedül Magyarországot sorolta · a választási autokrácia csoportba. · autokratizálódik · demokratizálódik |

### Közigazgatási beosztás
Szlovákia az 1996-os közigazgatási reform óta 8 kerületre (kraj), azon belül összesen 79 járásra (okres) oszlik. Az ország területén 2002-ben 2891 község volt, melyek közül 138 város.
|   | Címer | Kerület                                | Székhely                         | Népesség (2021) |
| - | ----- | -------------------------------------- | -------------------------------- | --------------- |
| 1 |       | Pozsonyi (Bratislavský kraj)           | Pozsony (Bratislava)             | 719 537         |
| 2 |       | Nagyszombati (Trnavský kraj)           | Nagyszombat (Trnava)             | 566 008         |
| 3 |       | Nyitrai (Nitriansky kraj)              | Nyitra (Nitra)                   | 677 900         |
| 4 |       | Trencséni (Trenčiansky kraj)           | Trencsén (Trenčín)               | 577 464         |
| 5 |       | Zsolnai (Žilinský kraj)                | Zsolna (Žilina)                  | 691 613         |
| 6 |       | Besztercebányai (Banskobystrický kraj) | Besztercebánya (Banská Bystrica) | 625 601         |
| 7 |       | Kassai (Košický kraj)                  | Kassa (Košice)                   | 782 216         |
| 8 |       | Eperjesi (Prešovský kraj)              | Eperjes (Prešov)                 | 808 931         |

Szlovákia kerületei

Szlovákia járásai

A zárójelben a szlovák elnevezés áll.

### Politikai pártok
Legjelentősebb politikai pártok:
| Név                                                            | A 2023-as választáson elért eredmény százalékban | Mandátumok száma |
| -------------------------------------------------------------- | ------------------------------------------------ | ---------------- |
| Irány-Szociáldemokrácia (Smer)                                 | 22,94%                                           | 42               |
| Progresszív Szlovákia (PS)                                     | 17,96%                                           | 32               |
| Hang – Szociáldemokrácia (HLAS–SD)                             | 14,7%                                            | 27               |
| OĽaNO és Barátai, Keresztény Unió, Az Emberekért (OĽaNO–KÚ–ZĽ) | 8,89%                                            | 16               |
| Kereszténydemokrata Mozgalom (KDH)                             | 6,82%                                            | 12               |
| Szabadság és Szolidaritás (SaS)                                | 6,32%                                            | 11               |
| Szlovák Nemzeti Párt (SNS)                                     | 5,62%                                            | 10               |

## Népesség

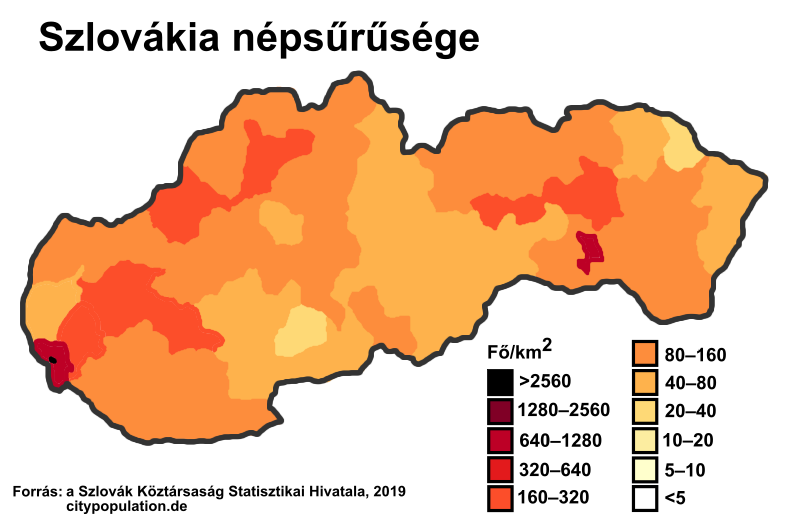
Szlovákia népsűrűsége 2019-ben

### Általános adatok
- Népesség: 5 443 969 (2020)
- Népsűrűség: 111,45 fő/km2
- Születéskor várható élettartam: férfiak 71,5 év, nők 79,5 év
- 0–14 éves korig terjedő lakosság: 14,6%,
- 15–64 éves korig terjedő lakosság: 47,2%,
- 65 év feletti lakosság: 38,2%
- Népességnövekedés: 0,143%
- Városi lakosság aránya: 58,8%
- Írástudatlanság: 1%

### Népességének változása
| Lakosok száma | 5 397 036 | 5 426 252 | 5 439 892 | 5 449 270 | 5 419 451 |
|               | 2011      | 2015      | 2017      | 2021      | 2024      |

### Legnépesebb települések
Zárójelben a szlovák elnevezés áll.
|     | Város                            | Népesség (fő) | Kerület                 |  |
| 1.  | Pozsony (Bratislava)             | 479 389       | Pozsonyi kerület        |  |
| 2.  | Kassa (Košice)                   | 223 678       | Kassai kerület          |  |
| 3.  | Eperjes (Prešov)                 | 81 702        | Eperjesi kerület        |  |
| 4.  | Zsolna (Žilina)                  | 80 257        | Zsolnai kerület         |  |
| 5.  | Besztercebánya (Banská Bystrica) | 73 533        | Besztercebányai kerület |  |
| 6.  | Nyitra (Nitra)                   | 75 945        | Nyitrai kerület         |  |
| 7.  | Nagyszombat (Trnava)             | 63 180        | Nagyszombati kerület    |  |
| 8.  | Turócszentmárton (Martin)        | 50 346        | Zsolnai kerület         |  |
| 9.  | Trencsén (Trenčín)               | 54 130        | Trencséni kerület       |  |
| 10. | Poprád (Poprad)                  | 48 352        | Eperjesi kerület        |  |
| 11. | Privigye (Prievidza)             | 42 429        | Trencséni kerület       |  |
| 12. | Zólyom (Zvolen)                  | 39 175        | Besztercebányai kerület |  |

Szlovákiában 138 város található.

### Agglomerációk
Szlovákia agglomerációs térségei:
Nyugat-Szlovákia:
Pozsonyi agglomeráció
Pozsony-Nagyszombat agglomeráció
Pozsony-Nagyszombat-Nyitra agglomeráció
Közép-Szlovákia:
Besztercebánya-Zólyom agglomeráció
Felső-Vágmente
Zsolna-Turócszentmárton agglomeráció
Kelet-Szlovákia:
Kassai agglomeráció
Kassa-Eperjes agglomeráció

### Etnikai, nyelvi, vallási megoszlás
- Hivatalos nyelv a szlovák.

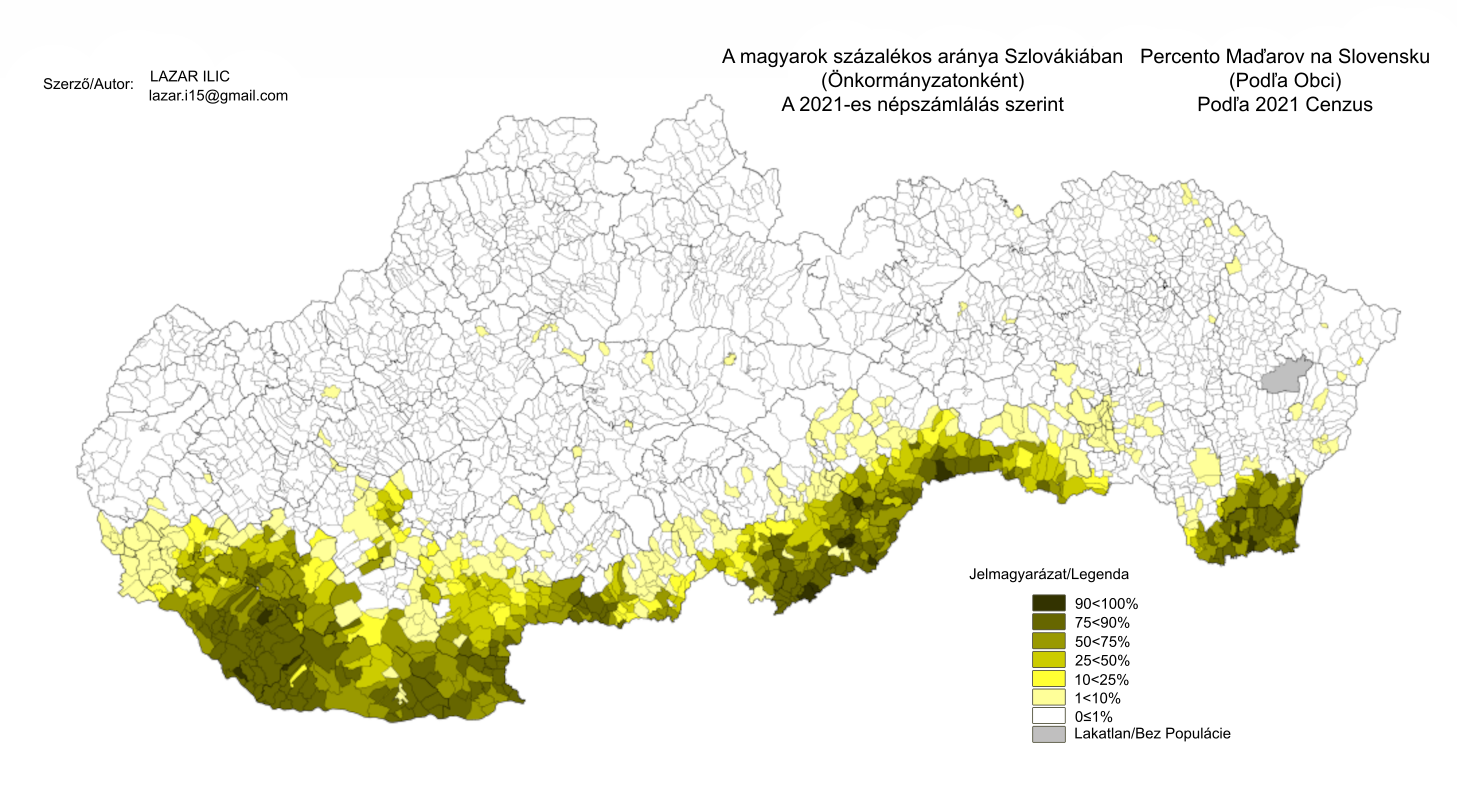
A magyar lakosság aránya Szlovákiában 2021-ben

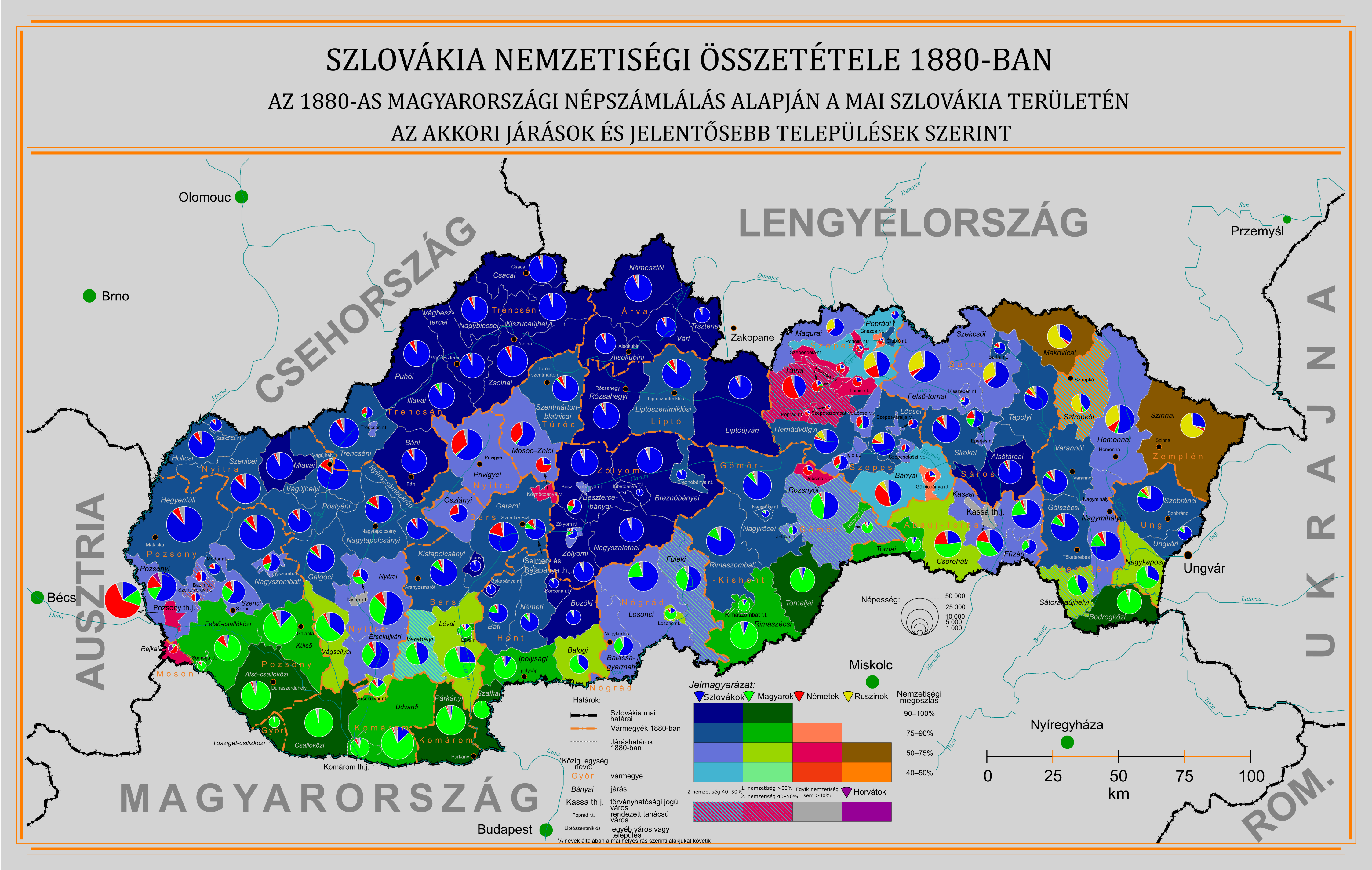
A mai Szlovákia akkor még Magyarországhoz tartozó területének nemzetiségi térképe 1880-ban (anakronisztikus államhatárokkal)

- Népek a legutóbbi, 2011. évi szlovákiai népszámlálás adatai szerint: szlovák 80,7%, magyar 8,5%, cigány 2,0%, cseh 0,6%, ruszin 0,6%, ukrán 0,1%, lengyel 0,1%, morva 0,1%, német 0,1%, egyéb 1,3%.[17][18]

Szociológiai kutatások és becslések szerint azonban a cigányok jelentős részét – más országokhoz hasonlóan – a többségi nemzet tagjaiként vették számba. Valóságos létszámuk ezért lényegesen nagyobb a hivatalosan közöltnél, bizonyosan több mint 300 000 főt tesz ki, egyes becslések szerint elérheti az 500 000 főt is, ami az összlakosság 5,7–9,5%-át jelenti.
- Vallások: római katolikus 62,0%, evangélikus 5,9%, görögkatolikus 3,8%, református 1,8%, ortodox 0,9%, egyéb 0,3%, felekezeten kívüli 13% (2001)
- Írásrendszer: latin ábécé

#### Szlovákiai magyarság
Szlovákiában ma közel félmillió magyar él (mintegy 458 467, a teljes lakosság 8,5%-a), döntő többségük a szlovák-magyar határ menti sávban, legnagyobb számban a Csallóközben.

#### Szlovákiai cigányság
A szlovákiai cigányság pontos számára csak becslések léteznek, mivel a cigányok egy része a népszámlálások során magát szlovákként, vagy magyarként határozza meg. Sokak anyanyelve is már ezen két nyelv egyike. Szlovákiában a legutóbbi 2011-es népszámlálás alapján 105 738 cigány él, ami 2%-ot tesz ki, ennél azonban a számukat minden elemző többre becsüli.
| No. | Megye                   | Népesség (2011, fő) | Cigányság lélekszáma (2011, fő, százalék) |
| --- | ----------------------- | ------------------- | ----------------------------------------- |
| 1   | Pozsonyi kerület        | 602 436             | 767 (0,1%)                                |
| 2   | Nagyszombati kerület    | 554 741             | 3048 (0,5%)                               |
| 3   | Trencséni kerület       | 594 328             | 574 (0,1%)                                |
| 4   | Nyitrai kerület         | 689 867             | 3987 (0,6%)                               |
| 5   | Zsolnai kerület         | 688 851             | 2264 (0,3%)                               |
| 6   | Besztercebányai kerület | 660 563             | 15 525 (2,4%)                             |
| 7   | Eperjesi kerület        | 814 527             | 43 097 (5,3%)                             |
| 8   | Kassai kerület          | 791 723             | 36 476 (4,6%)                             |

## Gazdaság

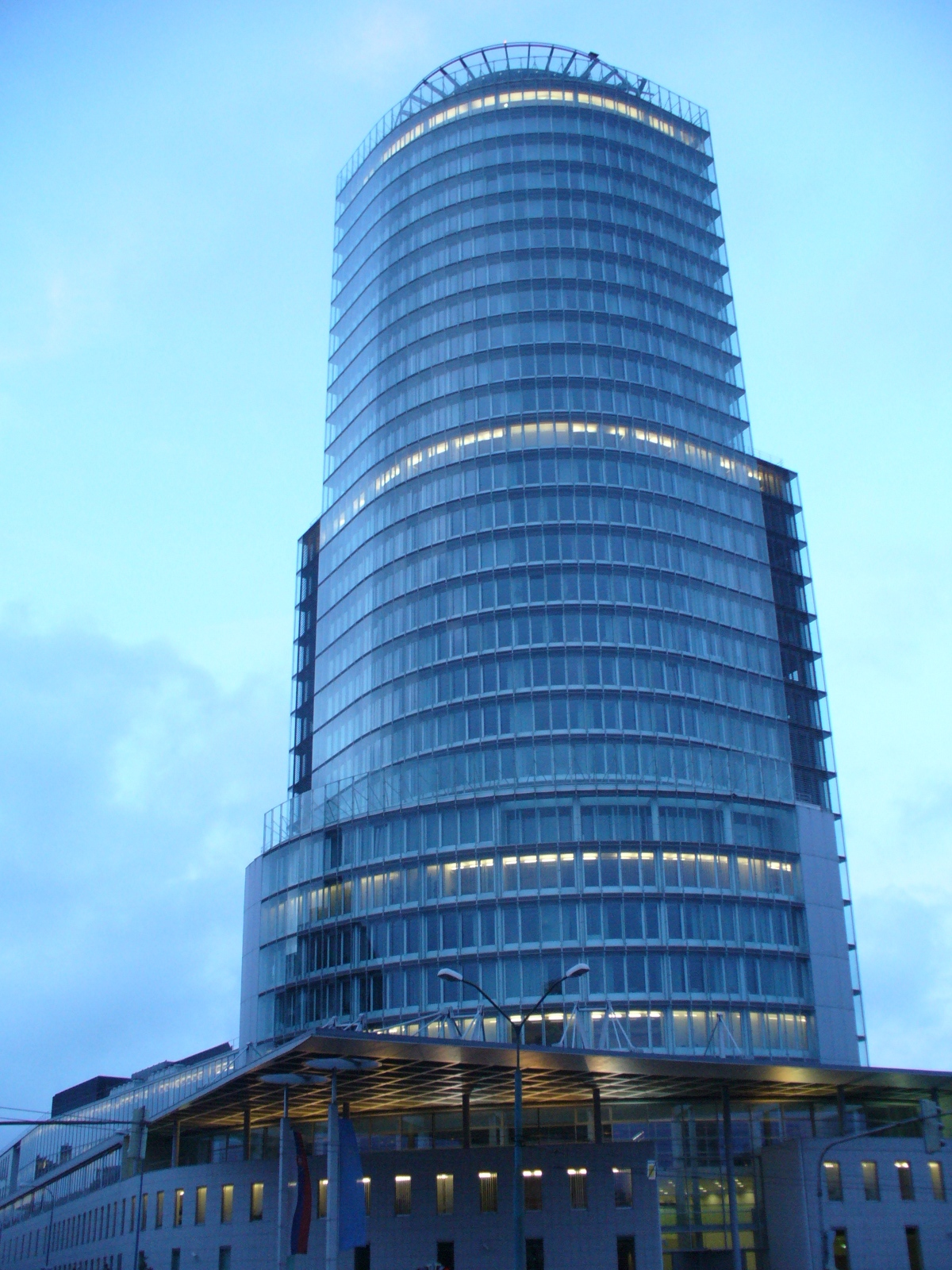
A Szlovák Nemzeti Bank székháza Pozsonyban

A gazdaság fő jellemzője a tartósan magas gazdasági növekedés. 2006-ban a bruttó hazai termék 8,9%-os növekedése az OECD tagállamai közül a legmagasabb volt. A 2007-es évi növekedés elérte az átlagos 10,4%-ot, a leggyorsabban a negyedik negyedévben, 14,3%-kal bővült.
A munkanélküliség 1999-ben tetőzött 19,2%-on, 2008-ban a Szlovák Statisztikai Hivatal adatai alapján a 7,8%-os szinten állt. A gazdasági fejlődés mellett a munkások kivándorlása is hozzájárult a csökkenéshez. Az Eurostat adatai alapján, amely a Szlovák Statisztikai Hivataltól különböző számítási módszereket használ, a munkanélküliség Szlovákiában Spanyolország után 9,9%-kal a második legmagasabb volt az Európai Unióban.
Az infláció a 2000-es 12%-ról a 2002-es parlamenti választások idejére 3,3%-ra csökkent, de az adónövelés és árszabályozás után, 2003–2004-ben csekély mértékben növekedett és 2005-ben 3,7%-os értéket ért el.
A Mikuláš Dzurinda vezette kabinet reformjai alakították ki a gazdasági növekedést erősítő vállalkozóbarát környezetet, egyszerűsítették az adózást és külföldi stratégiai beruházóknak kedvezményeket nyújtottak. Fokozatosan visszaszorult a fekete- és a szürkegazdaság, a bevezetett egy kulcsos, 19%-os adókulccsal így több éven át növekedhetett az állam bevétele.
Bár ezek megalapozásához az államháztartási hiány radikális csökkenésére volt szükség, mely komoly megszorításokat jelentett. A szociális segélyek összegét a felére csökkentették, melyet követően 2004-ben roma „éhséglázadás” tört ki.
Az Európai Bizottság jóváhagyta, hogy Szlovákia 2009. január 1-jén bevezesse az eurót, ami meg is történt.
A GDP-arányos államháztartási hiány 2010-ben kedvezőtlenül magas értéken 7,84 százalékon tetőzött, 2011-ben 4,8 százalék volt.
Az átlagfizetés 2016-ban havi 905 €. A minimálbér összege 2017-ben 405 €, 2018 január 1-től 480 €. A létminimum összege ugyanebben az évben 355,01 €. A Fico-féle „szociális csomag” értelmében egy bizonyos minimálnyugdíjat is meghatároztak, aminek összege 269,50 € és 340,80 € között van.
Az élelmiszerfogyasztás szempontjából az eurózóna legszegényebb országának számít. Az Európai Központi Bank 2013-as elemzése szerint az eurózóna 6400 € átlagától lemaradva Szlovákiában az egy háztartásra eső átlagos élelmiszerfogyasztás 3800 €. Figyelembe véve az alacsony béreket, ezért a háztartások bevételeik meghatározó részét élelmiszerek vásárlására fordítják.

### Mezőgazdaság
Az ország területének 33%-a szántóföld, 41%-a erdő, 17%-a rét, legelő.
1990–2002 között a mezőgazdasági termelés majdnem 1/3-ával csökkent, majd 2002 után újra növekedésnek indult. A Duna-menti-alföld és a dél-szlovákiai medencék éghajlata és talajviszonyai kedveznek a gabonafélék termesztésének. A hűvösebb éghajlatú medencékben burgonya és takarmánynövények teremnek. 1988-ban 190 ezer tonna burgonyát termesztettek 13,9 tonnás hektárhozammal.
Az ország déli régióiban termelt szőlő termőterülete csökkenő tendenciát mutat, egy évtized alatt megközelítőleg 25 000 hektárról 2008-ra 12 000 hektárra csökkent. Ezzel párhuzamosan viszont fejlődik a szőlő-és borgazdaság, tehát a termelés és feldolgozás kultúrája és szervezete.

### Ipar
Az ipari termelés értéke a 21. század első évtizedében gyorsan nőtt. A fő ágazat a gépipar és az autógyártás. (Volkswagen: Pozsonyban, Peugeot-Citroën: Trnava/Nagyszombat, Kia: Žilina/Zsolna, Jaguar Land Rover: Nyitra). Sajtóértesülés szerint a Volvo elektromosautó-gyárat épít Kassán, a sorozatgyártás megkezdése 2026-ban várható. Pozsonyban és környékén számos üzem képviseli a villamosgépipart. Kelet-Szlovákiában Kassa, Eperjes és Szinna a gépipar fontos központjai.
Kiemelkedő a vegyipar (kőolajfinomítás, petrolkémiai üzemek, műtrágyagyártás), az építőanyagipar (cementgyártás). Jelentősebb még a könnyűipar és a faipar.

### Külkereskedelem
Szlovákia 2023-ban a világ 39. legnagyobb exportőre, és 39. legnagyobb importőre volt. 2023-ban Szlovákia 107 milliárd $ értékben exportált és 110 milliárd $ értékben importált, 3 milliárd $ hiánnyal. Az ország külkereskedelme Európa központú.
A szlovák exporttermékek legjelentősebb területei a közlekedésipar, gépipar és a fémipar. A legjelentősebb kiviteli termékek a gépjárművek, gépjárműalkatrészek és -tartozékok, valamint a televíziók és monitorok. Szlovákia legjelentősebb exportországa Németország, ahova a teljes exportállomány közel egynegyede (21,5%) érkezik. 2018 és 2023 között, az export termékek közül a gépjárművek és a gépjárműalkatrészek és tartozékok kivitele nőtt a legnagyobb mértékben, míg a legnagyobb visszaesést a televíziók és monitorok és a műsorszóró berendezések szenvedték el. Az exportországok közül 2018 és 2023 között Németország és az Egyesült Királyság aránya nőtt a legnagyobbat, míg a legnagyobb visszaesést Oroszország és Kína szenvedte el.
A szlovák importtermékek legjelentősebb területei a gépipar, közlekedésipar és az ásványi termékek. A legjelentősebb behozatali termékek a gépjárműalkatrészek és -tartozékok, műsorszóró berendezések, valamint a földgáz. Szlovákia legjelentősebb importországa Csehország, ahonnan a teljes importállomány közel egynegyede (17,6%) érkezik. 2018 és 2023 között, az import termékek közül a gépjárműalkatrészek és tartozékok és a műsorszóró berendezések behozatala nőtt a legnagyobb mértékben, míg a legnagyobb visszaesést a műsorszóró tartozékok, valamint az LCD televíziók és monitorok szenvedték el. Az importországok közül 2018 és 2023 között Csehország és Lengyelország aránya nőtt a legnagyobbat, míg a legnagyobb visszaesést Vietnám és Oroszország szenvedte el.

#### Termékek
Az ország tíz legnagyobb export- és importterméke a következő volt 2023-ban: 
|     | Legnagyobb exporttermékek           | Legnagyobb exporttermékek | Legnagyobb importtermékek         | Legnagyobb importtermékek |
| --- | ----------------------------------- | ------------------------- | --------------------------------- | ------------------------- |
|     | Termék                              | Arány                     | Termék                            | Arány                     |
| 1.  | Gépjárművek                         | 31,2%                     | Gépjárműalkatrészek és tartozékok | 12%                       |
| 2.  | Gépjárműalkatrészek és tartozékok   | 6,8%                      | Műsorszóró berendezések           | 5,6%                      |
| 3.  | Televíziók és monitorok             | 2,7%                      | Gépjárművek                       | 3,4%                      |
| 4.  | Műsorszóró berendezések             | 2%                        | Földgáz                           | 2,3%                      |
| 5.  | Finomított kőolaj                   | 2%                        | Nyers kőolaj                      | 2,2%                      |
| 6.  | Gumiabroncsok                       | 2%                        | Akkumulátorok                     | 1,7%                      |
| 7.  | Szigetelt vezetékek                 | 1,5%                      | Gyógyszerek                       | 1,6%                      |
| 8.  | Villamosenergia                     | 1,4%                      | Belső égésű motorok               | 1,6%                      |
| 9.  | Elektromos fény- és jelzőrendszerek | 1,3%                      | Villamosenergia                   | 1,5%                      |
| 10. | Melegen hengerelt vaslemezek        | 1,2%                      | Ülőalkalmatosságok                | 1,3%                      |

#### Országok
A fő országok, amelyekbe Szlovákia exportált és amelyekből importált termékeket 2023-ban: 
|     | Legnagyobb exportországok | Legnagyobb exportországok                                                                   | Legnagyobb exportországok | Legnagyobb importországok | Legnagyobb importországok                                                                 | Legnagyobb importországok |
| --- | ------------------------- | ------------------------------------------------------------------------------------------- | ------------------------- | ------------------------- | ----------------------------------------------------------------------------------------- | ------------------------- |
|     | Ország                    | Termék                                                                                      | Arány                     | Ország                    | Termék                                                                                    | Arány                     |
| 1.  | Németország               | Gépjárművek, gépjárműalkatrészek és -tartozékok, elektromos fény- és jelzőrendszerek...stb. | 20%                       | Németország               | Gépjárműalkatrészek és -tartozékok, gépjárművek, belsőégésű motorok...stb.                | 16%                       |
| 2.  | Csehország                | Gépjárműalkatrészek és -tartozékok, finomított kőolaj, gépjárművek...stb.                   | 10,4%                     | Csehország                | Gépjárműalkatrészek és -tartozékok, gépjárművek, finomított kőolaj...stb.                 | 14,4%                     |
| 3.  | Magyarország              | Villamosenergia, finomított kőolaj, műsorszóró berendezések...stb.                          | 6,8%                      | Lengyelország             | Gépjárműalkatrészek és -tartozékok, villamosenergia, ülőalkalmatosságok...stb.            | 8,2%                      |
| 4.  | Egyesült Államok          | Gépjárművek, gumiabroncsok, elektromos transzformátorok...stb.                              | 5,8%                      | Kína                      | Műsorszóró berendezések, akkumulátorok, gépjárműalkatrészek és -tartozékok...stb.         | 7,5%                      |
| 5.  | Lengyelország             | Gépjárművek, melegen hengerelt vasak, bevonatos sík hengerelt vasak...stb.                  | 5,7%                      | Magyarország              | Gépjárműalkatrészek és -tartozékok, belsőégésű motorok, televíziók és monitorok...stb.    | 5,9%                      |
| 6.  | Egyesült Királyság        | Gépjárművek, televíziók és monitorok, gépjárműalkatrészek és -tartozékok...stb.             | 5,5%                      | Dél-Korea                 | Gépjárműalkatrészek és -tartozékok, műsorszóró berendezések, autómotor alkatrészek...stb. | 5,8%                      |
| 7.  | Franciaország             | Gépjárművek, gépjárműalkatrészek és -tartozékok, televíziók és monitorok...stb.             | 5,5%                      | Oroszország               | Földgáz, nyers kőolaj, nukleáris fűtőanyagok...stb.                                       | 4,5%                      |
| 8.  | Olaszország               | Gépjárművek, gépjárműalkatrészek és -tartozékok, televíziók és monitorok...stb.             | 4,7%                      | Vietnám                   | Műsorszóró berendezések, irodai gépalkatrészek, számítógépek...stb.                       | 4,2%                      |
| 9.  | Ausztria                  | Gépjárművek, nyers réz, finomított kőolaj...stb.                                            | 3,9%                      | Olaszország               | Gépjárműalkatrészek és -tartozékok, gyógyszerek, egyéb műanyagtermékek...stb.             | 3,8%                      |
| 10. | Kína                      | Gépjárművek, gépjárműalkatrészek és -tartozékok, elektromos vezérlőtáblák...stb.            | 2,9%                      | Franciaország             | Gépjárműalkatrészek és -tartozékok, villanymotorok, belsőégésű motorok...stb.             | 3,4%                      |

## Közlekedés

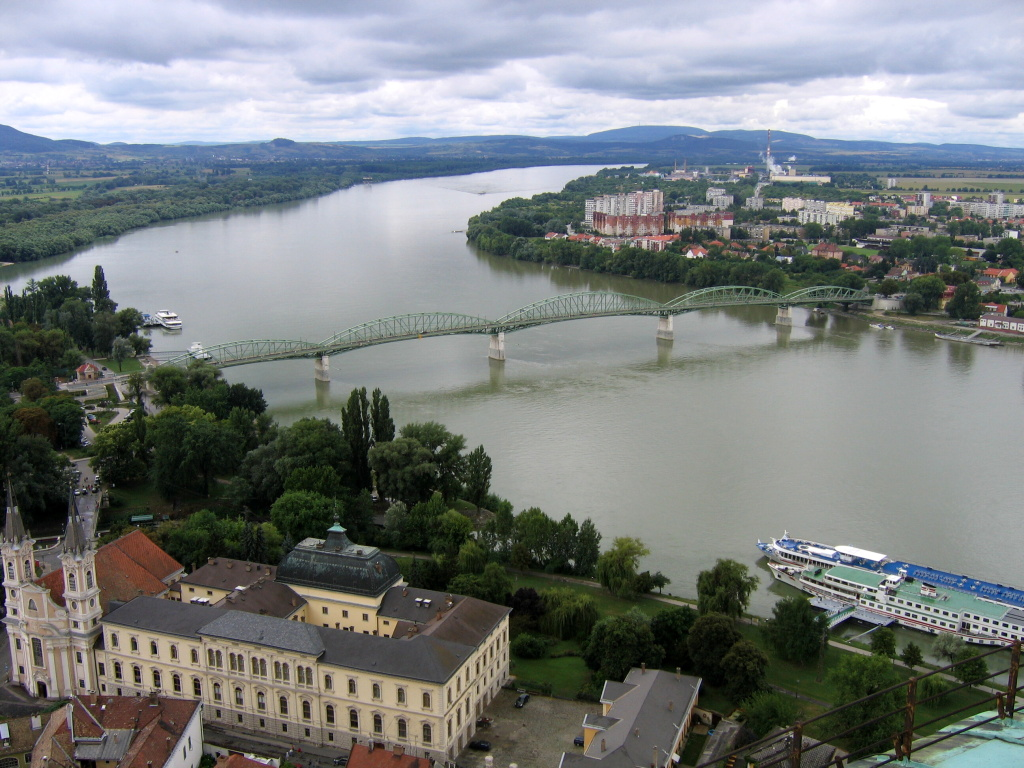
A Mária Valéria híd újból összeköti Magyarországot és Szlovákiát

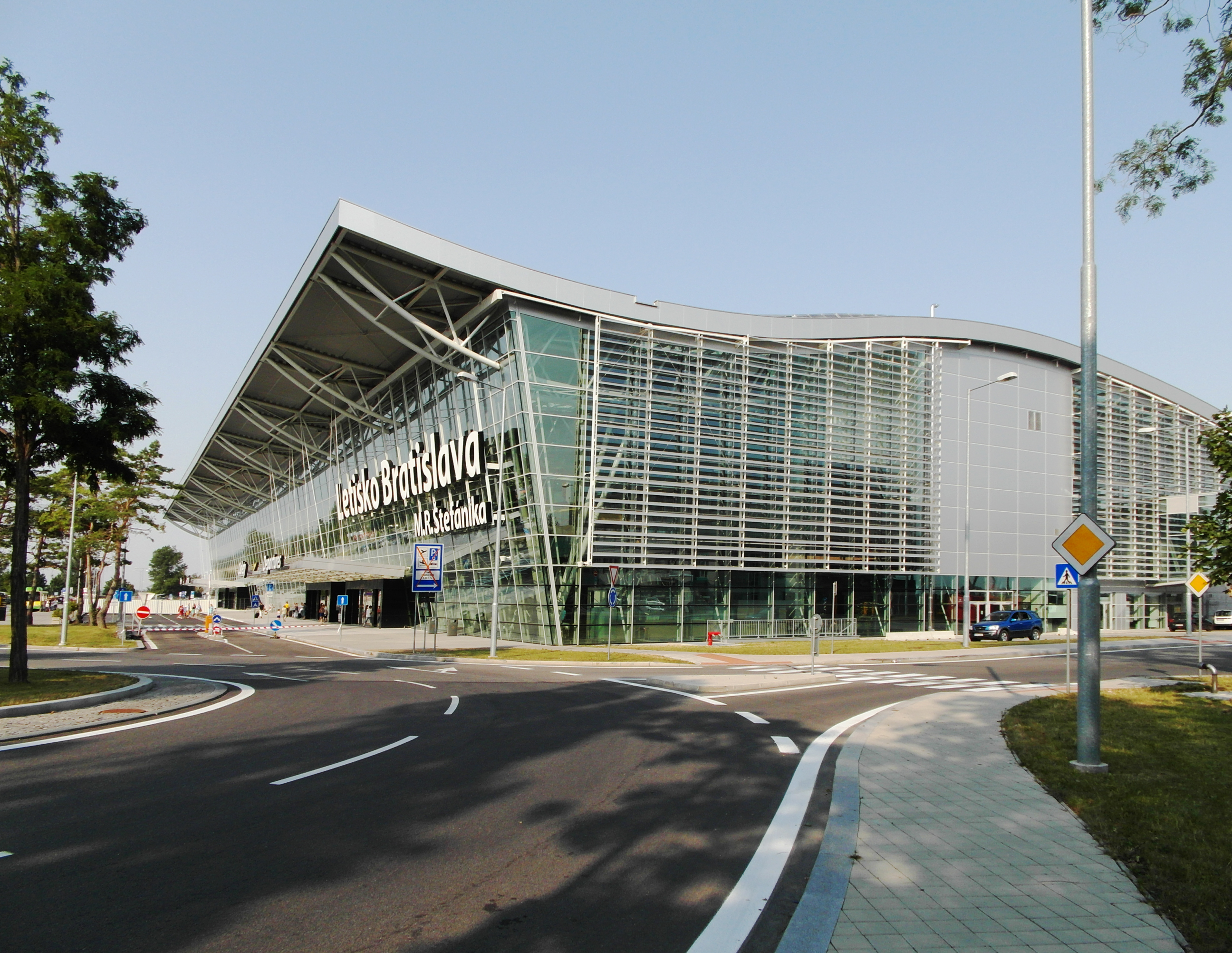
A pozsonyi repülőtér új terminálja

Fejlett közlekedési hálózatának gerincvonalai a folyók mentén teremtenek összeköttetést Nyugat- és Kelet-Szlovákia legfontosabb városai között. Az átmenő forgalom is jelentős. A legfontosabb vízi út a Duna, amelyet személy- és teherhajók is használnak.

### Közút
Az autópályákon utazóknak 2020 táján matricára van szükségük, más típusú utakra azonban nem kell megvásárolni. Az ország a schengeni övezet része, így nincs útlevél-ellenőrzés a határokon. A tompított fényszóró használata mozgó járművön mindig és mindenhol kötelező. A maximális sebesség városokban és falvakban 50 km/óra, városokon és falvakon kívül 90 km/óra, autópályákon pedig 130 km/óra.
A nagyobb és közepes méretű városokban általában van buszhálózat; Pozsonyban és Kassán pedig villamosok és trolibuszok is közlekednek.

### Légi
Szlovákiában több nemzetközi repülőtér is található, a legfontosabbak a pozsonyi Milan Rastislav Štefánik repülőtér, továbbá a kassai és a Poprád-Tátra repülőtér.
Működnek fapados légitársaságok is; kiemelhető a Ryanair.

## Oktatási rendszer
Három szakaszra osztható az oktatás Szlovákiában:
1. általános iskolai képzés
2. középiskolai képzés
3. felsőoktatás

A tankötelezettség időtartama Szlovákiában 10 év; 6 és 16 éves kor között kötelező az iskolalátogatás.

### Általános iskolai képzés
Az állami alapiskola tandíját az állam, míg a magániskolákban a taníttatás díját a szülők vagy alapítványok vagy egyházak állják.
A képzés két részből áll:
- alsó tagozat (6-tól 10 éves korig)
- felső tagozat (10-től 15 éves korig)

Amint véget ér az alsó tagozat, a diáknak (vagyis a szüleinek) szabad kezet adnak, hogy a tanulmányait a nyolc osztályos gimnáziumban, vagy a felső tagozaton folytassa.

### Középiskola
A szlovák középiskoláknak különböző intézményeik vannak.
- Gimnáziumok:

Általános képzés, a diákokat főiskolai és egyetemi tanulmányokra készíti fel.
Kétfajta képzés létezik: nyolcéves (10–18 éves korig) és négyéves (15–19 éves korig).
- Szakközépiskolák:

Elsősorban a szakiskolákba való bejuttatásra törekszik, de lehetőséget ad felsőfokú intézményekbe való bejutásra is.
Mindkét típus szintén lehet állami vagy alapítványi finanszírozású.

### Felsőoktatás
Jelenleg[mikor?] harmincnégy felsőfokú intézmény működik Szlovákiában, ebből 20 nyilvános, 3 állami, és 11 magán.
Négy alap felsőoktatási fokozat különül el, miközben a régi titulusok is használatban maradtak:
- bakkalaureátus - alapképzés (Bc.)
- magisztrátus - mesterképzés (Mgr. / Ing.)
- kisdoktorátus - (*.Dr.)
- nagydoktorátus (PhD.)

### Felnőttoktatás
A továbbtanulásra lehetőség van, ami szinte csak az oktatási és továbbképző központok hatáskörébe tartozik. Létrehoztak kiegészítő tanfolyamokat is (vállalatokon belüli létesítmények, magániskolák stb.), amelyek nagyon változatos programokat ajánlanak a továbbtanulni vágyóknak.

### Diplomák elismerése
Az EU tagországaiban működő NARIC nevű központok adnak erről felvilágosítást.

Forrás: http://www.hbmk.hu/eu25/szlovak/oktatas.html

### Kulturális intézmények
Könyvtárak, múzeumok, színházak, a zene és tánc intézményei.

## Művészetek

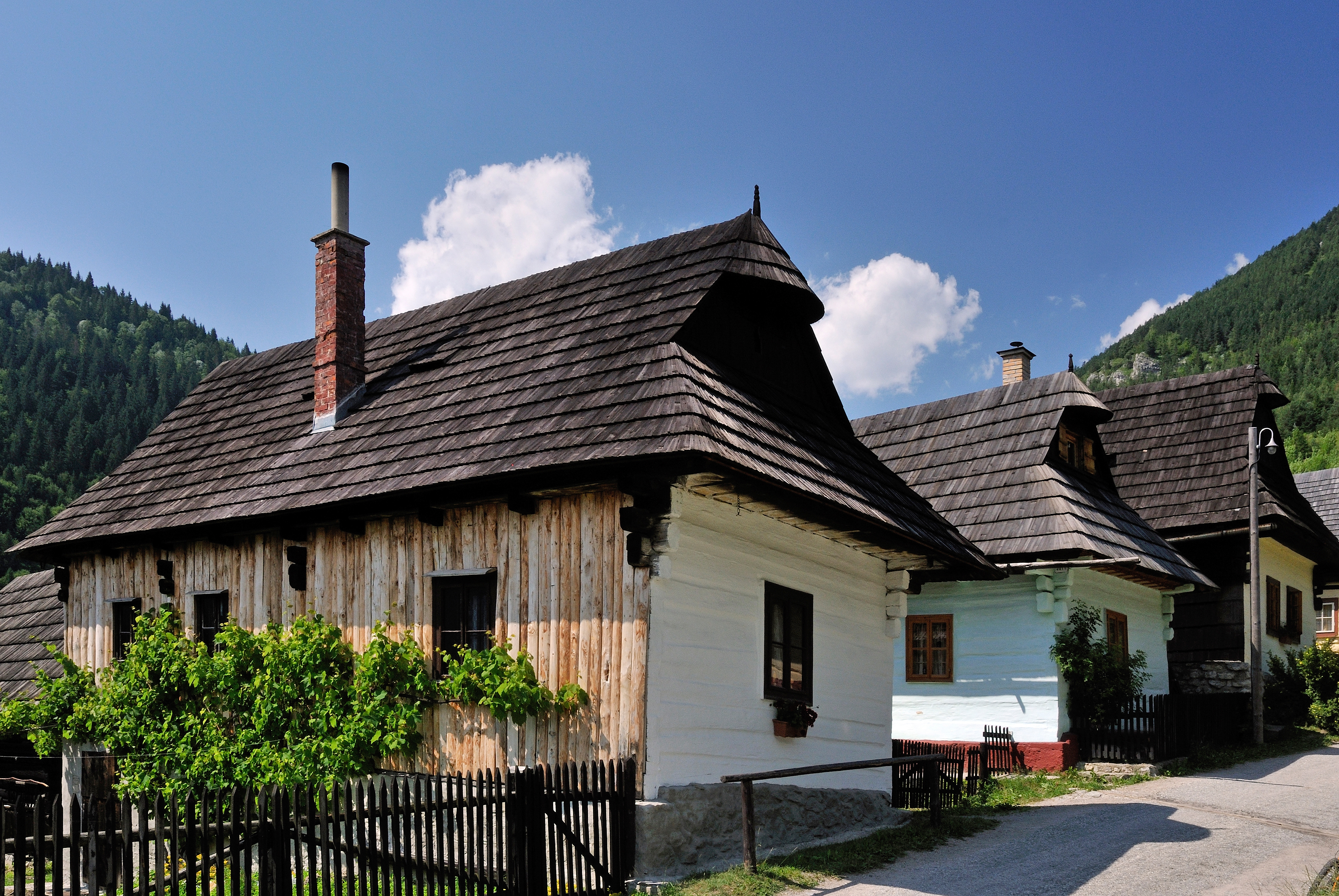
Népi építészet látható Vlkolinec faluban, amely az UNESCO világörökségi helyszíneinek része

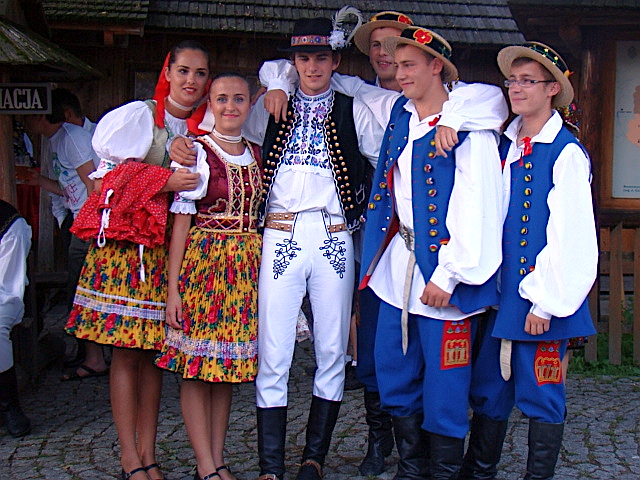
Kelet-szlovákiai népviselet

### Építészet
- Ján Svetlík

### Képzőművészetek
Szlovákia területének híres képzőművészei:
- Jozef Hanula, a 19-20. század jeles szlovák festője
- Martin Benka
- Dominik Skutecky
- Maria Medvecka
- Koloman Sokol
- Albín Brunovský
- Janko Alexy
- Ernest Zmeták
- Ľudovít Fulla

### Filmművészet

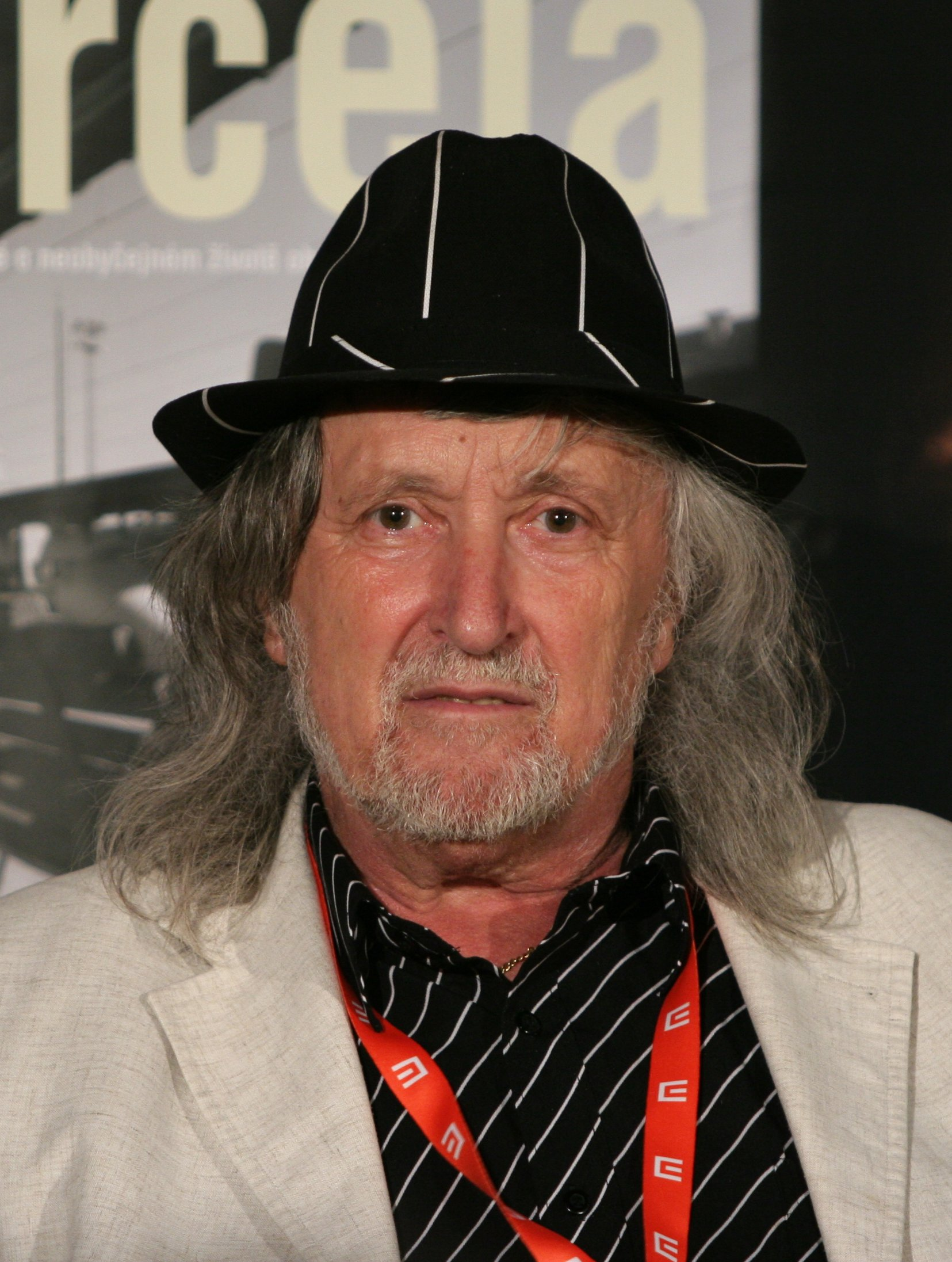
Juraj Jakubisko

A szlovák filmgyártást amerikai szlovákok indították el Csehszlovákia kikiáltását követően, s az ő segítségükkel készült el az első szlovák film, a Jánošík. Az első Szlovák Köztársaság idején az állam ideológiai okokból támogatta a híradózást, ami elősegítette egy szakmailag felkészült alkotói gárda kialakulását.
A második világháború utáni első filmet még a cseh Martin Frič rendezi, de már színészként és társrendezőként megjelenik mellette Paľo Bielik, aki 1948-ban elkészíti a szlovák nemzeti felkelésről az első szlovák hangosfilmet, „Farkasverem” (Vlčie diery) címmel. Ezt követően egyre több játékfilm készül, többnyire háborús témában. A korszak egyik legjelentősebb filmje a Ján Kadár és a cseh Elmar Klos által rendezett Oscar-díjas „Üzlet a korzón” (Obchod na korze).
A hatvanas évek elején Peter Solan, Martin Hollý és Štefan Uher visz új lendületet a szlovák filmbe. A legjelentősebb mű ebből az időből Uher 1962-es filmje, a „Nap a hálóban” (Slnko v sieti), amit sokan a cseh újhullám első jelentős filmjének tartanak. Ezt a generációt újabb hármas követi: Juraj Jakubisko, Elo Havetta és Dušan Hanák. Az ő munkásságukban csúcsosodik ki a szlovák filmművészet, ám a normalizáció (a prágai tavasz utáni kommunista rendteremtés) nem enged a művészetnek. Az ideológiailag a rendszernek nem tetsző filmeket dobozba zárják, több rendező tiltólistára kerül, míg az állam kevésbé tehetséges rendezőket támogat.
A rendszerváltást követően megszűnt az addig szlovák filmeket gyártó Koliba filmgyár, és ez megpecsételte a szlovák film sorsát. Befektetők híján neves szakemberek mentek át Prágába dolgozni (a legjelentősebb Jakubisko), így a szlovák filmgyártásnak mindent elölről kellett kezdenie. Napjainkban szinte Martin Šulik az egyetlen jelentős rendező Szlovákiában.

### Zene
Az 1970-es évek magas színvonalú szlovák jazz-rock és progresszív rock zenekarai voltak a Fermáta és a Collegium Musicum. További együttesek: Elán, Gladiátor, Horkýže Slíže, Iné Kafe, No name, Peha, IMT Smile, Team, Vidiek, Zóna A.
Szlovákiai magyar etno-rockzene: Ghymes.
Napjaink nemzetközileg is elismert dark psytrance előadója Cosmo.

### Gasztronómia
A szlovák konyhában rengeteg elem keveredik. Ételeikben megtalálhatjuk a szláv, a francia, a német és a magyar jegyeket is egyaránt. Leveseik leginkább a francia konyhát idézik krém- és erőleveseikkel. Jellegzetes levesnek számít még a borscs leves és a máj- és grízgombóc levesek. Húsételeik sokféle húsból készülnek: juh, sertés, szarvasmarha, szárnyas és vad. A húsételeikhez gyakran tálalnak valamilyen szószt, vagy mártást. Az erdők igen gazdagok vadakban, így tehát az étlapokon rengeteg vadhús alapú étellel találkozhatunk. Gombákban ugyancsak gazdagok az erdők, amiket rengeteg ételben/-hez használnak fel. Az ételeket leginkább sóval, borssal, fokhagymával, hagymával és szalonnával ízesítik. Sokféle köretet ismernek, különlegességnek a különböző gombócok számítanak, de gyakori a rizs és a burgonya is. Egyik legismertebb specialitásuk a sztrapacska. A szlovákok a sztrapacskával valahogy úgy vannak, mint mi a töltött káposztánkkal, vagyis minél többször melegítjük újra, annál finomabbá válik. Kedvelt étel a ganza, ami kukoricalisztből készült kásaféle, amit pirított hagymával, tepertővel, túróval, vagy hidegen aludttejjel fogyasztanak. A folyók gazdagok különbözőféle halakban, amikből sokféle ételt készítenek. Ilyen például a roston sült, vagy rántott hal, illetve a különböző mártásokban és pácokban elkészített fogások. Legismertebb desszertjük, de gyakori főétel is a guba. Ezt legtöbbször mézzel, darált mákkal, vagy túróval fogyasztják. A desszertekben igen gyakran előfordul a juh- vagy tehéntúró. Sokféle péksüteményük van, sós és édes egyaránt. Az édes süteményeiket általában valamilyen lekvárral töltik meg. Italaik közül a kiemelendők a sörök és a borok.

A szlovák konyhára hatottak a környező országok étkezési szokásai. Fűszeresebben főznek, mint a csehek. A falvak lakói régen szerényen étkeztek, asztalukra ritkán került hús. Az egyszerűbb ételeket füstölt oldalassal vagy pár karika kolbásszal bolondították meg.

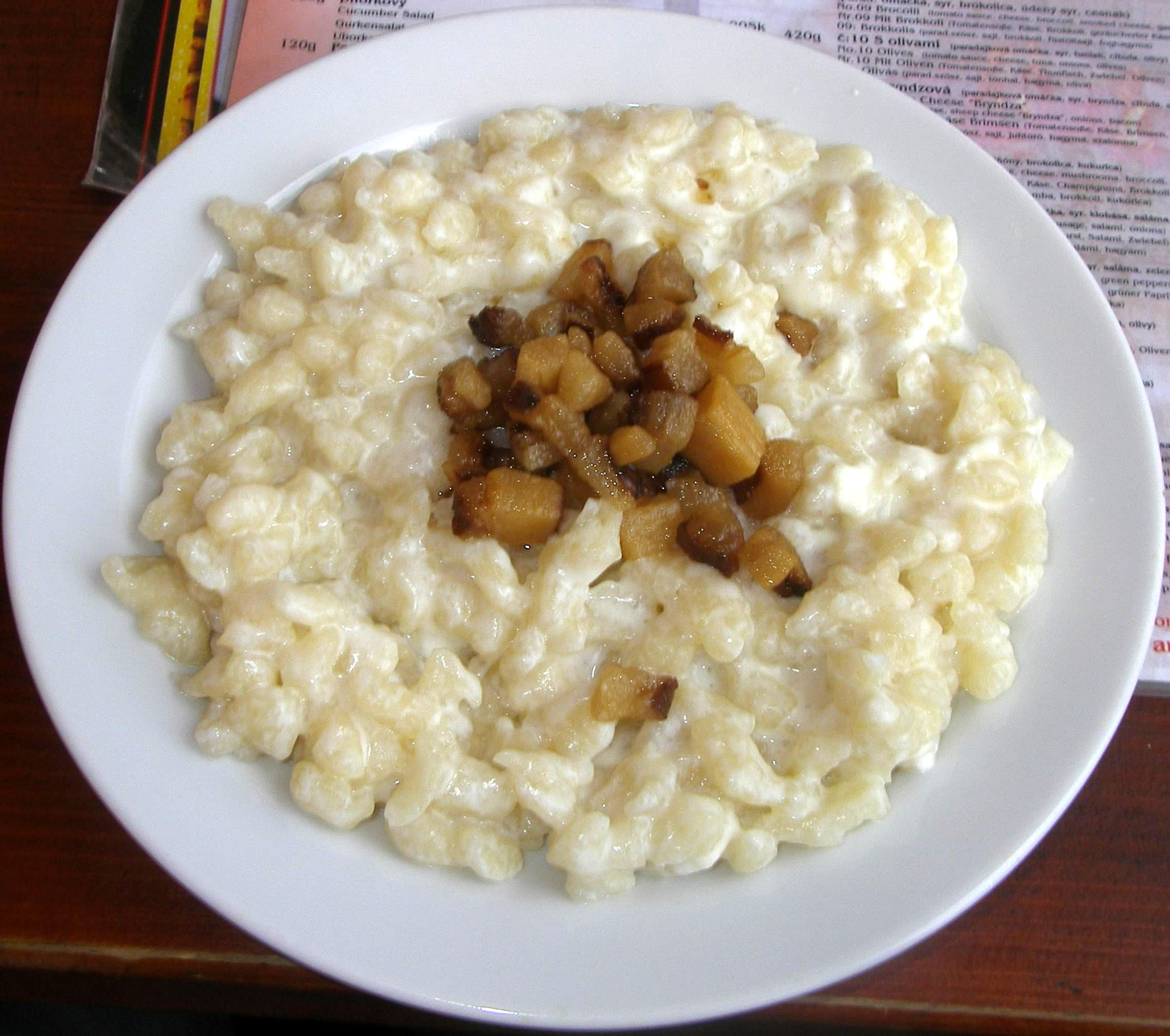
Juhtúrós galuska

A túrót gyakran használták ételeikhez, általában a legszegényebb gazda is rendelkezett egy pár juhhal. A juhsajtot lereszelték, átgyúrták, sóval és vajjal gazdagították, majd egy fabödönbe helyezték érlelni. A juhtúró (bryndza) pikáns, csípős ízt kapott, fajtái: liptovská, letná, zimná.
Az egyik legismertebb ételük a sztrapacska, amely krumpligaluskából készül, hagyományosan cserépedényben tálalják, zsírral megöntözik, és megrakják juhtúróval, túróval vagy pirított káposztával esetleg libatepertővel.
Különleges levesük a kapustnica. Káposztát, füstölt kolbászt, gombát, néha szilvát tesznek bele. A szilvás változatot előszeretettel fogyasztják karácsonykor. Egy másik jellegzetes leves a fazuova polievka, amely babból és gyökérzöldségekből áll, néha füstölt sertéshússal dúsítják.
A ganza durva szemcséjű kukoricalisztből készül. Sós vízben főzik, ha kész, kanállal kiszaggatják és pirított hagymával, tepertővel vagy túróval tálalják. Hidegen aludttejjel fogyasztják. Disznóöléskor az abálólében főzött kukoricadara a szeri kása apró hússal.
Jellegzetes karácsonyi böjtös ételük a guba. Karácsony előtt nagy mennyiségben készítették, sokáig elállt. Lisztet és élesztőt langyos tejben összekevertek, pihentették, majd hosszú rudakat sodortak belőle és diónyi darabokra szelték és a kemencében szárazra sütötték. Fogyasztás előtt forró vízben kifőzték és mákkal, mézzel vagy túróval ízesítették.
A slivovica (szilvapálinka) Szlovákia nemzeti itala. A szlovák sörök közül a szakértők a következő márkákat emelik ki: Šteiger, Kelt, Šariš, Corgoň, Zlatý Bažant (Arany fácán) és Topvar.[forrás?]

## Turizmus, látnivalók

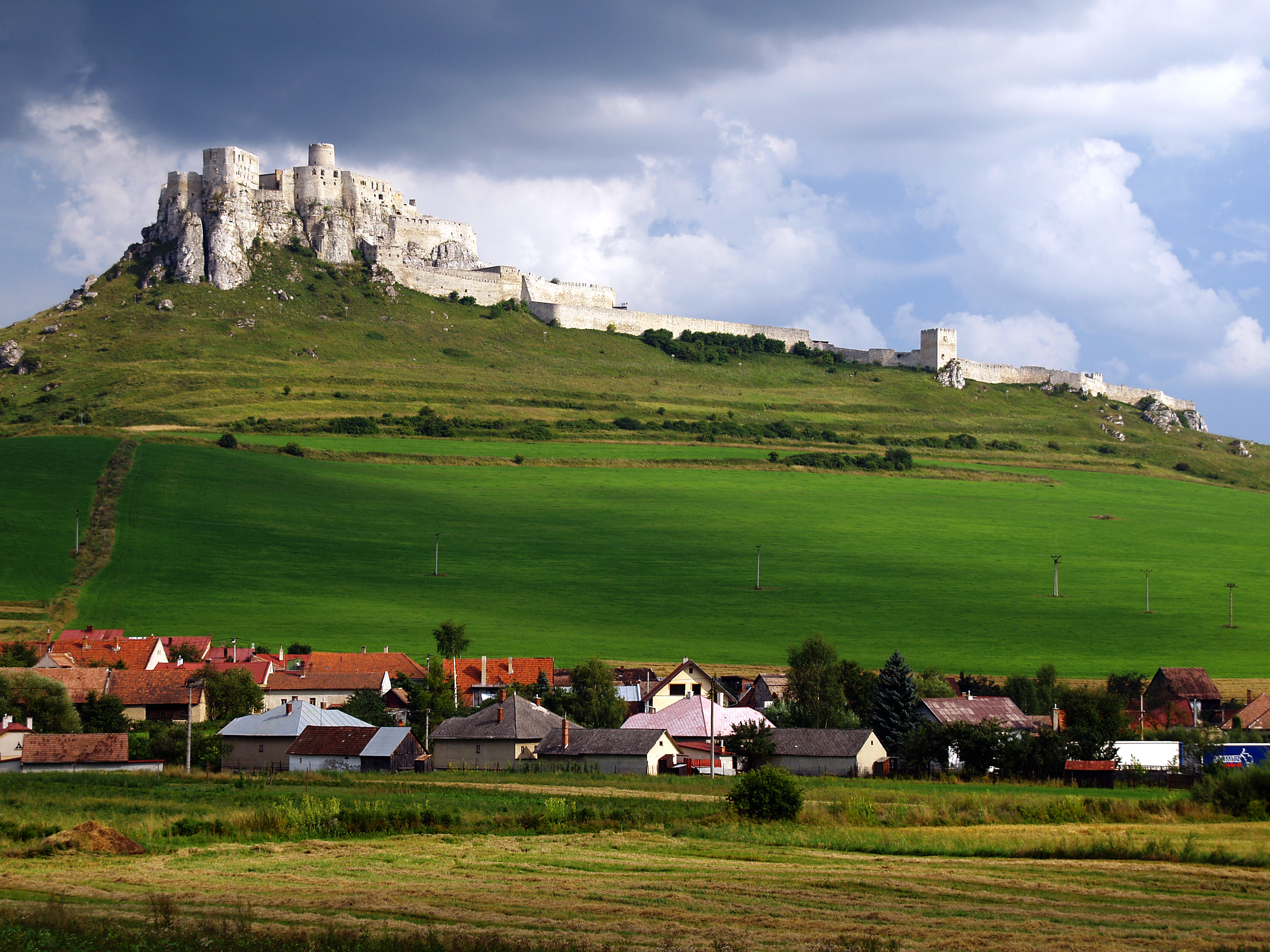
A szepesi vár

### Kulturális világörökség
Az UNESCO 6 helyet a kulturális világörökség, illetve 2 helyet a természeti világörökség részének tekinti Szlovákiában:
- Vlkolinec
- Selmecbánya
- Lőcse, Szepes vára és a kapcsolódó műemlékek
- Az Aggteleki-karszt és a Szlovák-karszt barlangjai
- Bártfa
- A Kárpátok és más európai régiók ősbükkösei
- A szlovákiai Kárpátok fatemplomai
- A Római Birodalom dunai limese

## Telekommunikáció, média
- Szlovákiai tv-csatornák: STV 1, STV 2, STV 3, RTVS Šport, TV JOJ, JOJ PLUS, WAU, TV Markíza, TV DOMA, DAJTO, TA3, LUX TV, LifeTV, TV 8, TV Romana, TVA
- Szlovákiai újságok: Nový Čas, Plus jeden deň, SME, Denník N, Pravda, Plus 7 Dní, Život, Slovenka
- Szlovákiai magyar nyelvű újságok: Vasárnap, Magyar 7, Új Szó
- Szlovákiai rádiók: Rádio Slovensko, Rádio Európa 2, Rádio Expres, Rádio FM, Fun Rádio, Jemné Melódie, Rádio SiTy, Rádio Viva, Rádio Košice, Rádio Yes, Rádio Wow, Rádio The End, Rádio Lumen, Rádio 7, Rádio Vlna, Rádio Best FM, Rádio Regina, Rádio Devín, Rádio Anténa Rock, Pátria Rádió (magyar nyelvű közszolgálati csatorna)

| Hívójel prefix | OM |
| ITU zóna       | 28 |
| CQ zóna        | 15 |

## Sportélete
Szlovákia legnépszerűbb sportja a jégkorong, továbbá a tenisz és a labdarúgás. A szlovák jégkorong-válogatott legnagyobb sikere a 2002-es svédországi (világbajnoki) aranyérem, a 2000-es oroszországi ezüstérem és a 2003-as bronzérem, illetve a 2010-es olimpiai 4. hely valamint a 2012-es világbajnoki ezüstérem. Legeredményesebb játékosa Miroslav Šatan a címeres mezben 69 gólt szerzett 117 mérkőzésen. A legjobb szlovák jégkorongozók az NHL-ben szerepelnek. Legeredményesebbek: Miroslav Šatan, Peter Bondra, Žigmund Pálffy, Ľubomír Višňovský, Ján Lašák, Peter Budaj, Zdeno Chára, Marián Hossa, Marián Gáborík, Pavol Demitra, Richard Zednik.
Az utóbbi években nagy népszerűségnek örvend az országúti kerékpár is, főleg Peter Sagan sikereinek köszönhetően. A szlovák pálya-kerékpározás legkiemelkedőbb alakja Anton Tkáč.

### Olimpia
A független Szlovákia 1994 óta vesz részt a nyári és téli olimpiákon. A legtöbb érmet szlalom kajak-kenuban szerezték. A 2010-es vancouveri olimpián az eredetileg orosz Anastasiya Kuzmina biatlonos szerzett aranyérmet, a jégkorong-válogatott épp csak lecsúszott a dobogóról. Kuzmina 2014-ben megvédte olimpiai bajnoki címét.

### Labdarúgás
Szlovákia legjelentősebb futballcsapatai: ŠK Slovan Bratislava, MFK Košice (korábban VSS Košice, illetve 1. FC Košice), MŠK Žilina, FK Inter Bratislava, FC Spartak Trnava, FC Petržalka 1898, MFK Ružomberok, 1. FC Tatran Prešov, DAC 1904.
A szlovák labdarúgó-válogatott kijutott a 2010-es dél-afrikai foci vb-re, a független Szlovákia először vehetett részt a vb-n és sikerült kijutniuk a 2016-os Franciaországi eb-re is. A legjobb játékosok rendszerint külföldi ligákban játszanak. Legjobb játékosaik Marek Hamšík, Martin Škrtel és Juraj Kucka.

## Állami ünnepek és munkaszüneti napok

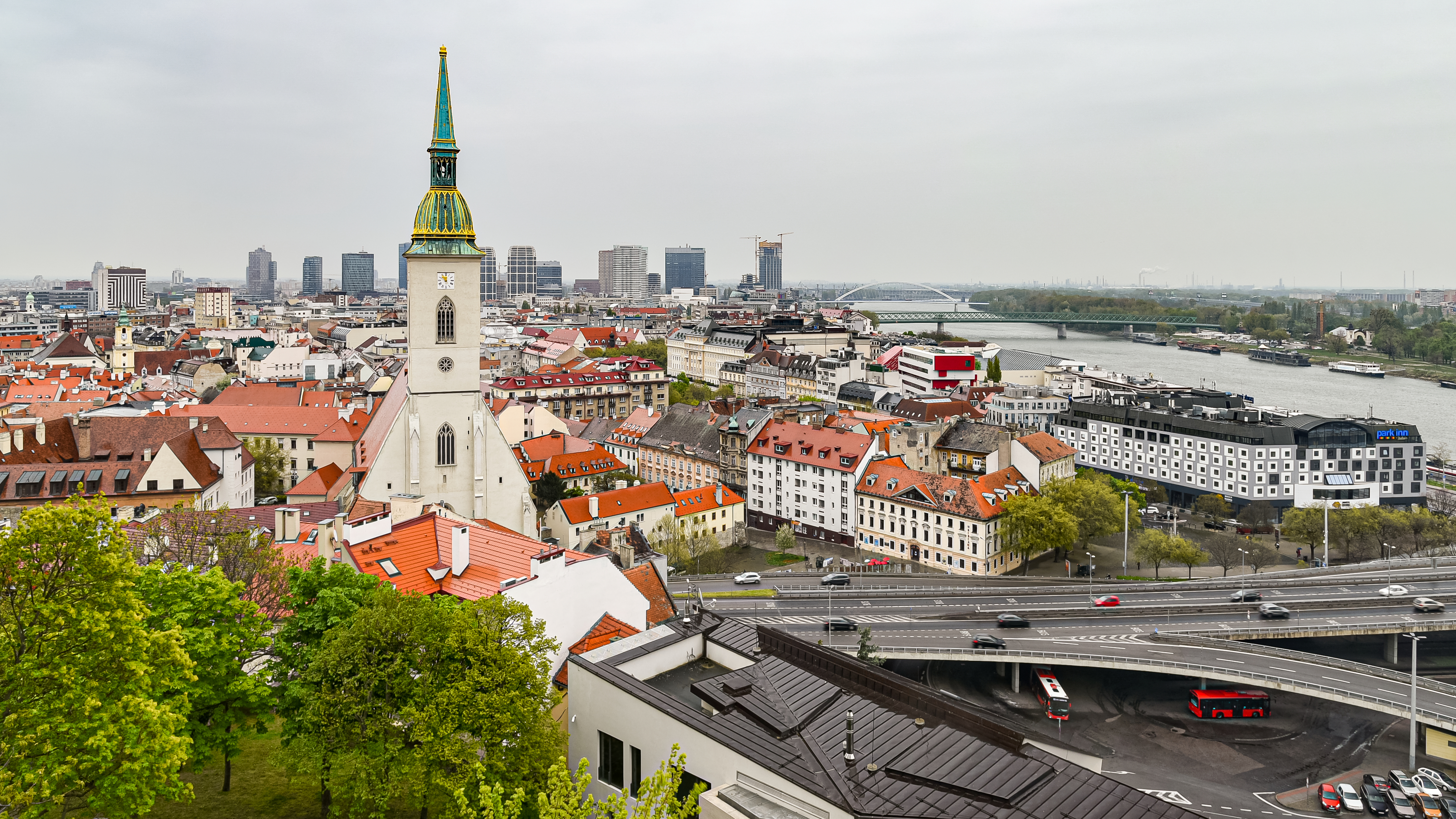
Pozsony a Duna felől, 2022

Az állami ünnepek munkaszüneti napnak számítanak Szlovákiában:
- január 1. – a Szlovák Köztársaság megalakulása
- július 5. – Szent Cirill és Metód napja
- augusztus 29. – a szlovák nemzeti felkelés évfordulója
- szeptember 1. – a Szlovák Köztársaság alkotmányának napja
- november 17. – a szabadságért és demokráciáért folytatott küzdelem napja

Egyéb munkaszüneti napok:
- január 6. – Vízkereszt
- nagypéntek
- húsvéthétfő
- május 1. – a munka ünnepe
- május 8. – a fasizmus felett aratott győzelem ünnepe
- szeptember 15. – Hétfájdalmú Szűz Mária napja
- november 1. – Mindenszentek napja
- december 24. – Szenteste
- december 25–26. – Karácsony